# Abronia (animal)
Los dragoncitos (Abronia) son un género de sauropsidos escamosos anguimorfos de la familia Anguidae, con 39 especies actuales reconocidas y una extinta. El género fue sugerido y descrito por primera vez por el naturalista inglés John Edward Gray en el año de 1838.

## Etimología
El nombre del género Abronia aparentemente deriva del griego, específicamente de la palabra αβρος (abros), que significa "delicado", posiblemente en referencia a la naturaleza delicada de la cola de estas lagartijas.

## Taxonomía
La actual especie tipo, Abronia deppii, fue descrita originalmente por el zoólogo alemán Arend Friedrich August Wiegmann en 1828 bajo el nombre de Gerrhonotus deppi. En la misma publicación fue descrita Abronia taeniata bajo el sinónimo de Gerrhonotus taeniatus. En el año de 1838, el naturalista inglés, John Edward Gray propuso el género, Abronia como una entidad taxonómica dentro de la subfamilia Gerrhonotinae, destacando su diferenciación de otros géneros basándose en características únicas. Posteriormente G. deppii fue redirigido al género como A. deppii. Varias especies han sido descritas originalmente bajo el género hermano, Gerrhonotus.
Después del establecimiento del género Abronia por Gray en el siglo XIX, este tuvo un reconocimiento limitado, pues no fue reconocido como tal por autores posteriores. En lugar de ello, fue considerado un subgénero o agrupación dentro del género Gerrhonotus por el zoólogo francés Marie Firmin Bocourt, donde incluyó a las especies ahora referidas a Abronia y a la lagartija caimán del Istmo (Gerrhonotus rhombifer). El consenso posterior reconoció a las especies de Abronia como un grupo relacionado, pero sin otorgarle el rango genérico independiente.
En el año de 1949, el herpetólogo Joseph Anton Tihen resaltó que, aunque el género Abronia fue bien definido por Gray y es fácilmente distinguible, no había sido reconocido formalmente como género completo desde su propuesta inicial. Tihen presentó un análisis que lo definió como un grupo taxonómico único, con una combinación de características primitivas y especializadas, justificando su estatus genérico independiente. En años posteriores, el género fue reconocido, descrito y revisado por distintos autores, como los herpetólogos Jonathan Atwood Campbell y Darrel Richmond Frost en el año de 1993.
El género Mesaspis resultó ser un grupo parafilético con Abronia, lo que llevó a sinonimizar varias de sus especies, como M. moreletii o M. monticola a redirigirse cómo A. moreletii y  A. monticola respectivamente.
Abronia se encuentra dentro de la subfamilia Gerrhonotinae, en la familia Anguidae, siendo monofilético con géneros como Gerrhonotus, Barisia, Elgaria o Desertum y a la vez, la subfamilia Gerrhonotinae es monofiletica con la subfamilia Anguinae, que contiene géneros como anguis y ophisaurus.

## Historia Natural
Los dragoncitos son lagartijas endémicas del sur de México y de América Central. El género contiene mayormente especies casi exclusivamente arborícolas, encontrándose a una altura de hasta a 40 m en el dosel de los árboles dentro de vegetación epifita, como musgos, bromelias y orquídeas; aunque también existen especies de hábitos terrestres. Estas especies muestran adaptaciones únicas a hábitats específicos y reflejan procesos históricos de diferenciación evolutiva relacionados con simpatría, alopatría y aislamiento ecológico.
Las diferentes especies de dragoncitos ocupan principalmente hábitats como bosques nubosos, de pino-encino y hábitats montañosos a elevaciones que varían entre 660 y los 3,000 metros sobre el nivel del mar, dependiendo de la especie. Por ejemplo, el dragoncito de la Sierra de las Minas (A. gaiophantasma) es endémica del centro de Guatemala, con una extensión de ocurrencia documentada de aproximadamente 650 km² y un rango altitudinal entre los 1,600 y 2,650 m s. n. m. Por otro lado, el dragoncito de la Sierra Mixteca (A. mixteca), se encuentra restringido a la Mixteca y la Sierra Madre del Sur en México, en hábitats más secos y fragmentados, entre 2,200 y 2,640 m s. n. m.  Por su parte, el dragoncito del sur de la Sierra Madre Oriental (A. graminea) presenta una distribución fragmentada en la Sierra Madre Oriental, en los estados de Puebla, Veracruz y Oaxaca, en altitudes que oscilan entre los 1,350 y 2,743 m s. n. m.
La diversificación de este género se debe a diferentes procesos de separación evolutiva de forma simpatría y alopatria, debido a procesos históricos de fragmentación de hábitats por cambios y separación geográfica-climática. Actualmente se considera que la biodiversidad actual, incluyendo a los dragoncitos, esta atravesando una sexta extinción masiva, esto debido a las diferentes amenazas significativas que las especies del género enfrentan debido a la destrucción de su hábitat, su fragmentación, al cambio climático, a la invasión del ser humano y a la presión por el tráfico ilegal. Estas amenazas limitan su distribución e influyen en la diferenciación genética y en la aparición de poblaciones únicas y reducidas, muchas de las cuales están en riesgo de extinción.
Un caso de alopatria en esta especie se encuentra en el estado de Oaxaca, México, donde el dragoncito de la Sierra Mixteca, el dragoncito oaxaqueño (A. oaxacae) y el dragoncito del Cerro Zempoaltepetl (A. fuscolabialis) presentan distribuciones fragmentadas debido a barreras naturales, como discontinuidades en bosques de pino-encino, diferencias altitudinales y condiciones climáticas locales. En el caso de A. fuscolabialis, distribuida en el Cerro Zempoaltépetl, se observan barreras climáticas y de vegetación que limitan su contacto con A. mixteca, restringida a bosques húmedos en altitudes elevadas.
En el caso de la simpatría, esta ocurre cuando dos o más especies del mismo género coexisten en la misma región geográfica. Algunos ejemplos destacados incluyen:
A. gaiophantasma y A. fimbriata, en la Sierra de las Minas, Guatemala, donde ambas especies comparten un área reducida en el Biotopo Mario Dary Rivera, donde coexisten en aproximadamente 4 o 5 hectáreas de bosque nuboso húmedo. Los herpetólogos Campbell y Frost documentaron un caso de "micro-simpatría" en el que ejemplares de ambas especies fueron encontrados en raíces adyacentes del mismo árbol, expuestas a un parche de luz solar.
El dragoncito del sur de la Sierra Madre Oriental y el dragoncito del norte de la Sierra Madre Oriental (A. taeniata), coexisten en un rango de aproximadamente 100 km² en la Sierra Madre Oriental, desde el norte de Acultzingo, Veracruz, hasta el sur de Huauchinango, Puebla, México. Aunque ambas especies ocupan hábitats montañosos similares, y se han documentado poblaciones con características intermedias, lo que sugiere posible hibridación. Además, esta coexistencia plantea preguntas sobre la competencia por recursos y la diferenciación genética en estas zonas de contacto.
Nuevamente el dragoncito del sur de la Sierra Madre Oriental y el dragoncito de la Sierra Zongolica (A. zongolica), en los municipios de Astacinga y San Juan Texhuacán, Veracruz, en México, con ambas especies compartiendo microhábitats forestales. Sin embargo, A. graminea ocupa mayores elevaciones en bosques de coníferas, mientras que A. zongolica se restringe a altitudes más bajas. García-Vázquez et al. en el año de 2022 señalaron diferencias morfológicas claras entre machos adultos de ambas especies, aunque juveniles y hembras presentan similitudes.

## Descripción
Las lagartijas del género Abronia están adaptadas a vivir en los árboles; poseen cuerpos alargados, patas cortas, dedos con garras bien desarrolladas y una cola prensil ligeramente más larga que el cuerpo. Presentan una cabeza triangular y aplanada dorso-ventralmente con escamas grandes en el cuerpo y la cabeza, un pliegue lateral de pequeñas escamas granulares, entre las escamas dorsales y ventrales.
De acuerdo al herpetólogo americano Joseph Anton Tihen en 1949, el género Abronia se distingue de otros géneros de la subfamilia Gerrhonotinae principalmente por características craneales como: Cráneo ensanchado y deprimido; huesos frontales estrechamente separados de los maxilares; ausencia de dientes pterigoideos; longitud de la sutura frontoparietal mayor que la profundidad máxima de la cabeza; elementos occipitales y óticos fusionados en un solo hueso compuesto; Los nasales están en contacto entre sí a lo largo de la línea media dorsal. También describió características en los osteodermos dorsales, describiendo a estos como pesados y rugosos, sin una quilla definida y careciendo de una porción basal bien definida y engrosada, a diferencia de otros géneros.
El género Abronia se puede distinguir de demás gerrhonotinos por la presencia de un pliegue lateral débilmente desarrollado, con pocos o ningún gránulo (escama redonda) verdadero, y con los lados del cuello toscamente granulares o agranulares. Además, el género presenta escamas dorsales relativamente grandes. La escamación cefálica es la siguiente:
- Escamas internasales anteriores presentes; sin escamas postrostrales.
- Las series de escamas suboculares y postoculares están bien diferenciadas.
- Las escamas supranasales y postnasales están presentes.
- Menor número de escamas en la cabeza, mostrando una reducción en comparación con otros géneros.

Según Tihen, el género presenta una combinación de características primitivas y especializadas, siendo las primitivas los mencionados anteriormente osteodermos similares a los géneros fósiles y la debilidad del pliegue lateral, y las especializadas las mencionadas características del cráneo, como su forma, la ausencia de dientes pterigoideos y la reducción de escamas. Tihen consideró que el género Abronia es uno de los más definidos y fácilmente reconocibles de la subfamilia Gerrhonotinae, debido a esta combinación única de características primitivos y especializados, proponiendo al género como una de las ramas más tempranas de la línea evolutiva gerrhonotina, aunque no necesariamente la más primitiva en su conjunto.
Las especies del género tienen por lo general una longitud naso-ventral (lnv) de 5 a 14 cm, la cola aproximadamente es proporcinalmente el 1.5 de la longitud del cuerpo. A. anzuetoi (hasta 135 mm lnv) y A. mixteca (148 mm lnv) son las especies más grandes del género, A. matudai y A. oaxacae son las más pequeñas.
Varias especies muestran colores verdosos y grisáceos por ejemplo: A. graminea, A. matudai, A. smithi y A. mixteca, con variaciones hacia el azul o turquesa en A. graminea; otras muestran coloraciones más cremosas amarillentas con bandas oscuras por ejemplo: A. taeniata, A. martindelcampoi; algunas especies son marrones con patrones oscuros y parches miméticos, imitando líquenes o musgos por ejemplo A. oaxacae. El número e intensidad de bandas transversales, la longitud y el número de filas de escamas ventrales y dorsales, así como el número de escalas laterales del cuello, varía entre las especies del género. A. taeniata se caracteriza por tener ocho bandas negras. Varias especies muestran escamas espinosas supra-auriculares. Algunos especímenes de A. graminea pueden tener un anillo redondo alrededor del ojo, algunas tienen ojos negros o azules, que parecen ser variaciones locales.

## Especies
Se reconocen las siguientes especies:
- Abronia antauges Cope, 1866. - Dragoncito del Pico de Orizaba.
- Abronia anzuetoi Campbell & Frost, 1993. - Dragoncito del Volcán de Agua.
- Abronia aurita Cope, 1869. - Dragoncito de la Cordillera de Verapaz.
- Abronia bogerti Tihen, 1954. - Dragoncito de Los Chimalapas.
- Abronia campbelli Brodie & Savage, 1993. - Dragoncito de Guatemala Oriental.
- Abronia chiszari Smith & Smith, 1981. - Dragoncito de la Sierra de Santa Martha.
- Abronia cuchumatanus Solano-Zavaleta, Nieto-Montes De Oca & Campbell, 2016.[23]- Dragoncito alicante de los Cuchumatanes.
- Abronia cuetzpali Campbell, Solano-Zavaleta, Flores-Villela, Caviedes-Solís & Frost, 2016.[24]- Dragoncito de la Sierra de Miahuatlán.
- Abronia cunemica Clause, Luna-Reyes, Mendoza-Velázquez, Nieto-Montes de Oca & Solano-Zavaleta, 2024[25] - Dragoncito de Coapilla.
- †Abronia cuyama.  Scarpetta & Ledesma, 2022. [2]
- Abronia deppii (Wiegmann, 1828). - Dragoncito del Eje Neovolcánico.
- Abronia fimbriata Cope, 1884. - Dragoncito de Guatemala Central.
- Abronia frosti Campbell, Sasa, Acevedo & Mendelson, 1998.[26]- Dragoncito de Los Cuchumatanes.
- Abronia fuscolabialis Tihen, 1944. - Dragoncito del Cerro Zempoaltépetl.
- Abronia gadovii Boulenger, 1913. - Dragoncito guerrerense de la Sierra Madre del Sur.
- Abronia gaiophantasma Campbell & Frost, 1993. - Dragoncito de la Sierra de Las Minas.
- Abronia graminea Cope, 1864. - Dragoncito del sur de la Sierra Madre Oriental.
- Abronia juarezi Karges & Wright, 1987. - Dragoncito alicante de la Sierra de Juárez.
- Abronia leurolepis Campbell & Frost, 1993. - Dragoncito de Comitán.
- Abronia lythrochila Smith & Álvarez del Toro, 1963. - Dragoncito de Labios Rojos.
- Abronia martindelcampoi Flores-Villela & Sánchez-H., 2003.[27]- Dragoncito de Omiltemi.
- Abronia matudai Hartweg & Tihen, 1946. - Dragoncito del Volcán Tacaná.
- Abronia meledona Campbell & Brodie, 1999.[28]- Dragoncito de Soledad Grande.
- Abronia mitchelli Campbell, 1982. - Dragoncito de la Sierra de Juárez.
- Abronia mixteca Bogert & Porter, 1967. - Dragoncito de la Sierra Mixteca.
- Abronia montecristoi Hidalgo, 1983. - Dragoncito de Montecristo Metapán.
- Abronia monticola Cope, 1878. - Dragoncito Costarricense.
- Abronia moreletii Bocourt, 1872. - Dragoncito alicante de Morelet.
- Abronia morenica Clause, Luna-Reyes & Nieto-Montes De Oca, 2020.[29]- Dragoncito de la Sierra Morena.
- Abronia oaxacae Günther, 1885. - Dragoncito oaxaqueño.
- Abronia ochoterenai Martín del Campo, 1939. - Dragoncito de Santa Rosa Comitán.
- Abronia ornelasi Campbell, 1984. - Dragoncito del Cerro Baúl.
- Abronia ramirezi Campbell, 1994. - Dragoncito de la Sierra de Jiquipilas.
- Abronia reidi Werler & Shannon, 1961 - Dragoncito de San Martín Tuxtla.
- Abronia salvadorensis Hidalgo, 1983. - Dragoncito de la Sierra de Morazán.
- Abronia smithi Campbell & Frost, 1993. - Dragoncito de la Sierra Madre de Chiapas.
- Abronia taeniata (Wiegmann, 1828). - Dragoncito del norte de la Sierra Madre Oriental.
- Abronia vasconcelosii Bocourt, 1871. - Dragoncito de la Meseta de Guatemala.
- Abronia viridiflava Bocourt, 1873. - Dragoncito oaxaqueño enano.
- Abronia zongolica García-Vázquez, Clause, Gutiérrez-Rodríguez, Cazares-Hernández & de la Torre-Loranca, 2022.[17]- Dragoncito de la Sierra de Zongolica.

## Galería

Especies del género Abronia.
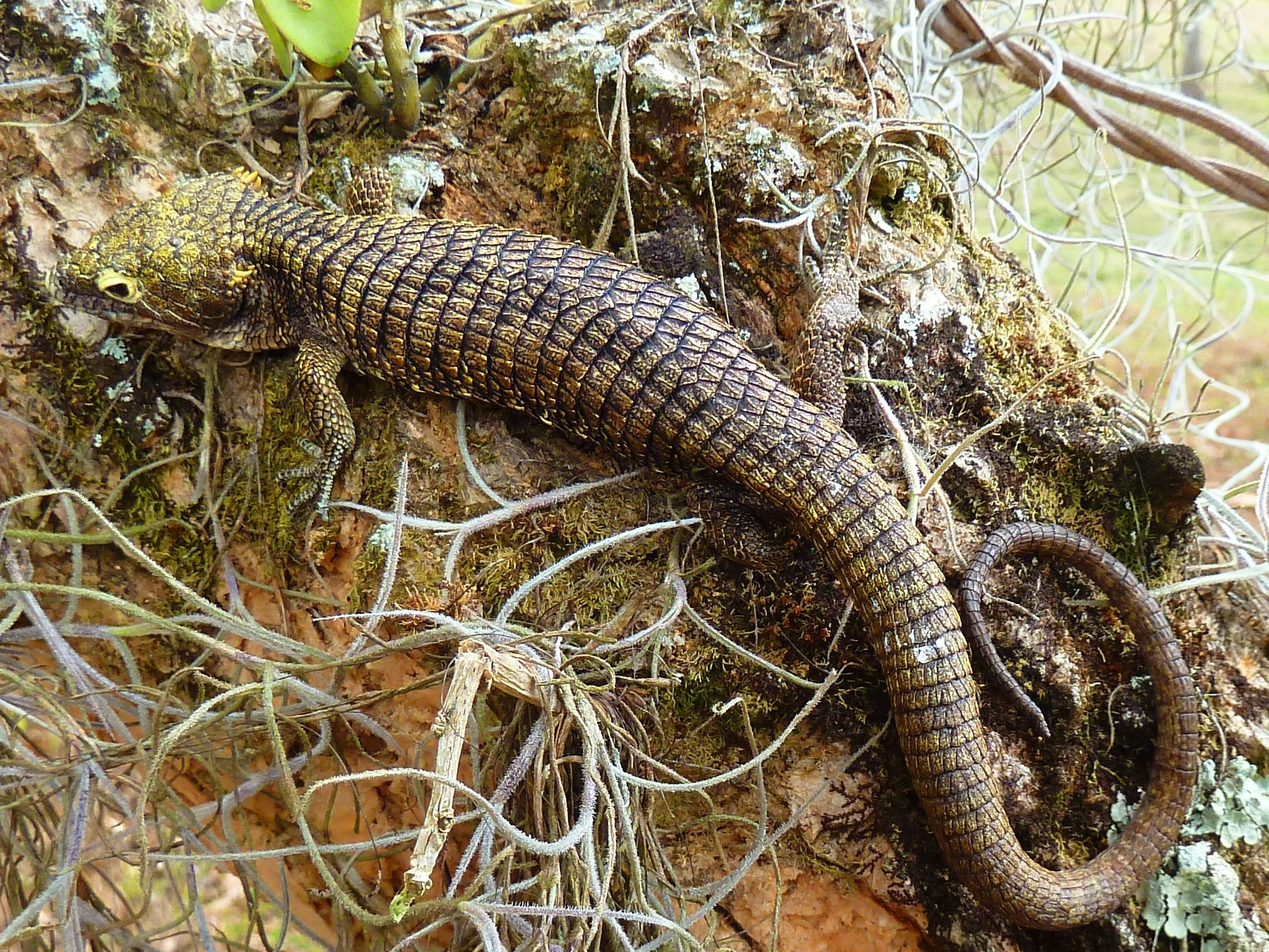
Dragoncito de Guatemala Oriental (A. Campbelli).
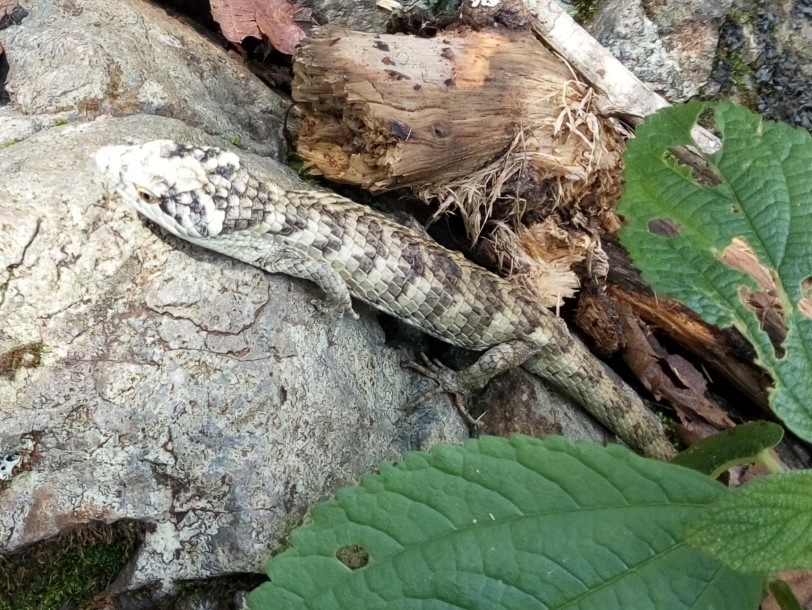
Dragoncito de la Sierra de Miahuatlán (A. cuetzpali).
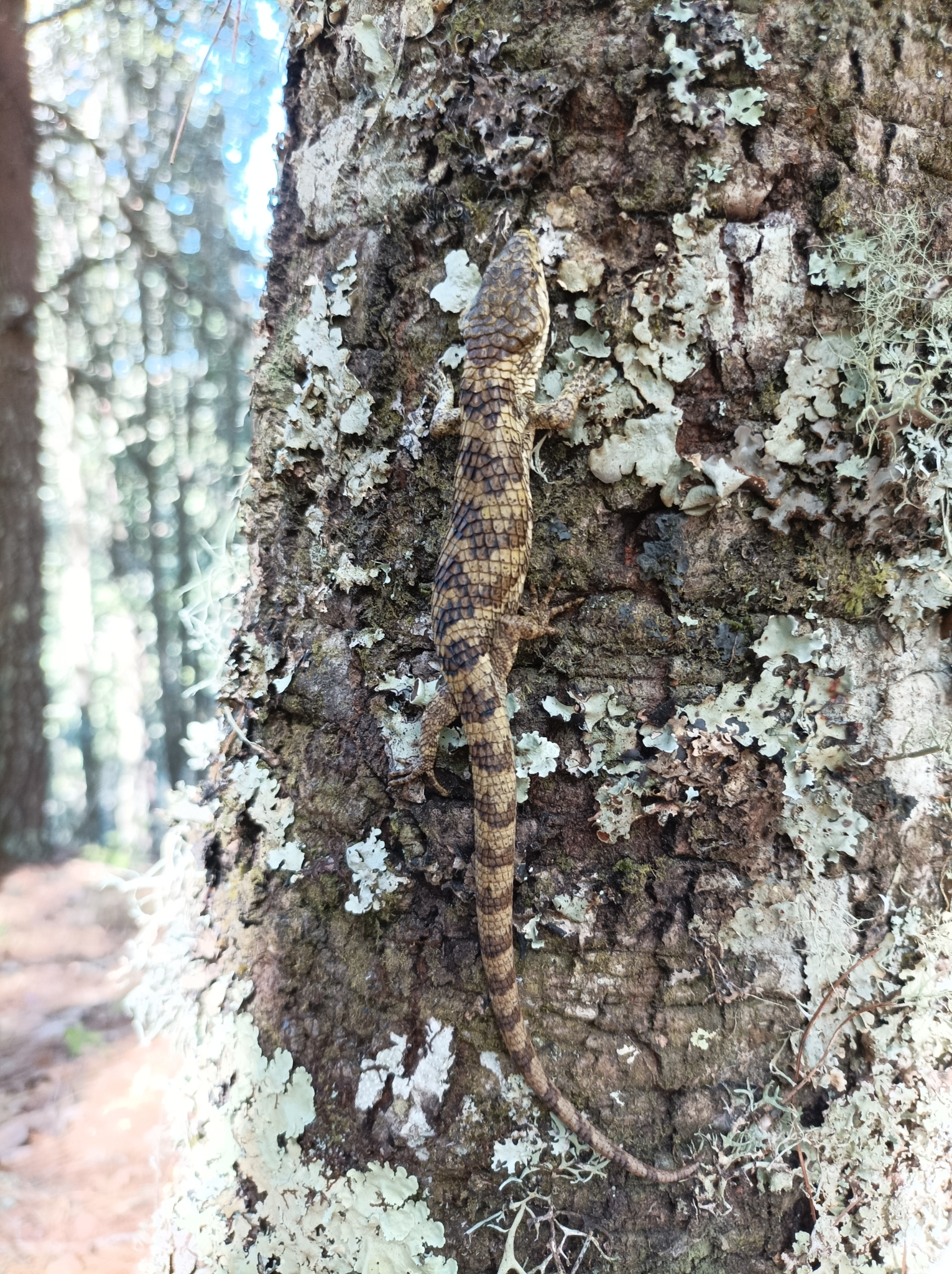
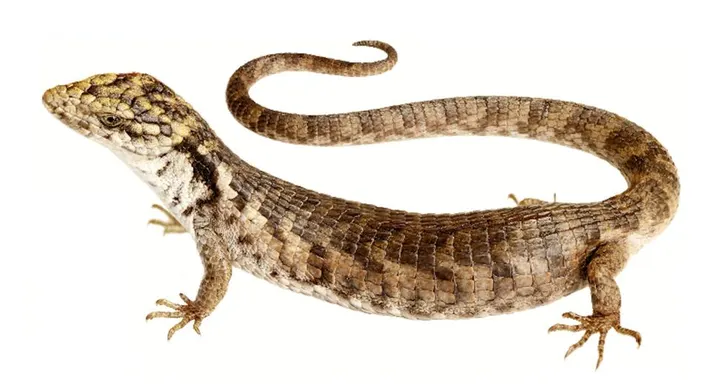
Dragoncito de Coapilla (A. cunemica).
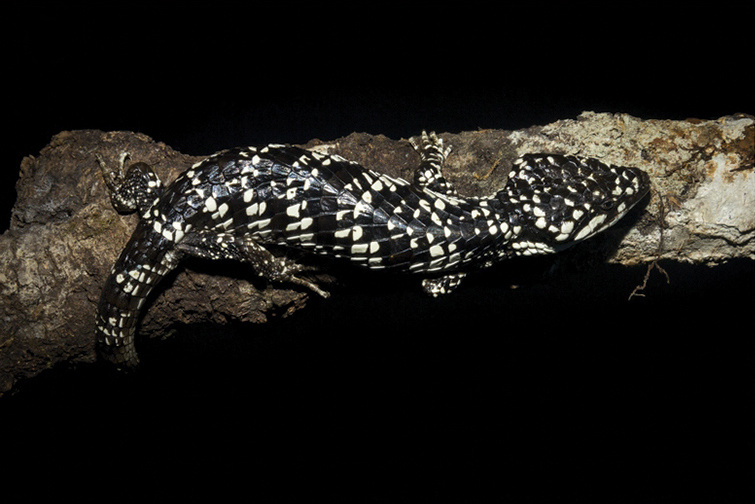
Dragoncito del Eje Neovolcánico (A. deppi).
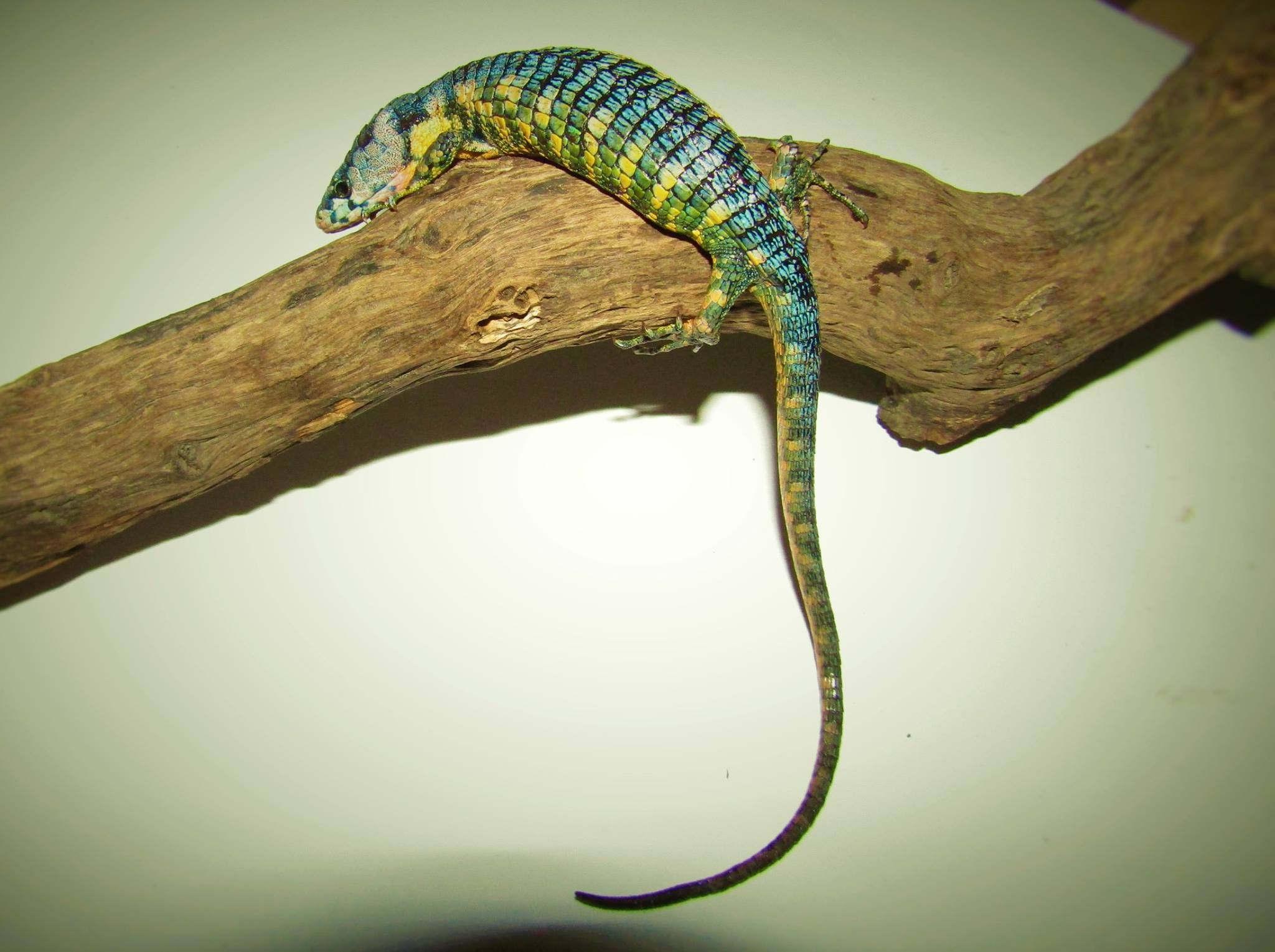
Dragoncito del Cerro Zempoaltépetl (A. fuscolabialis).
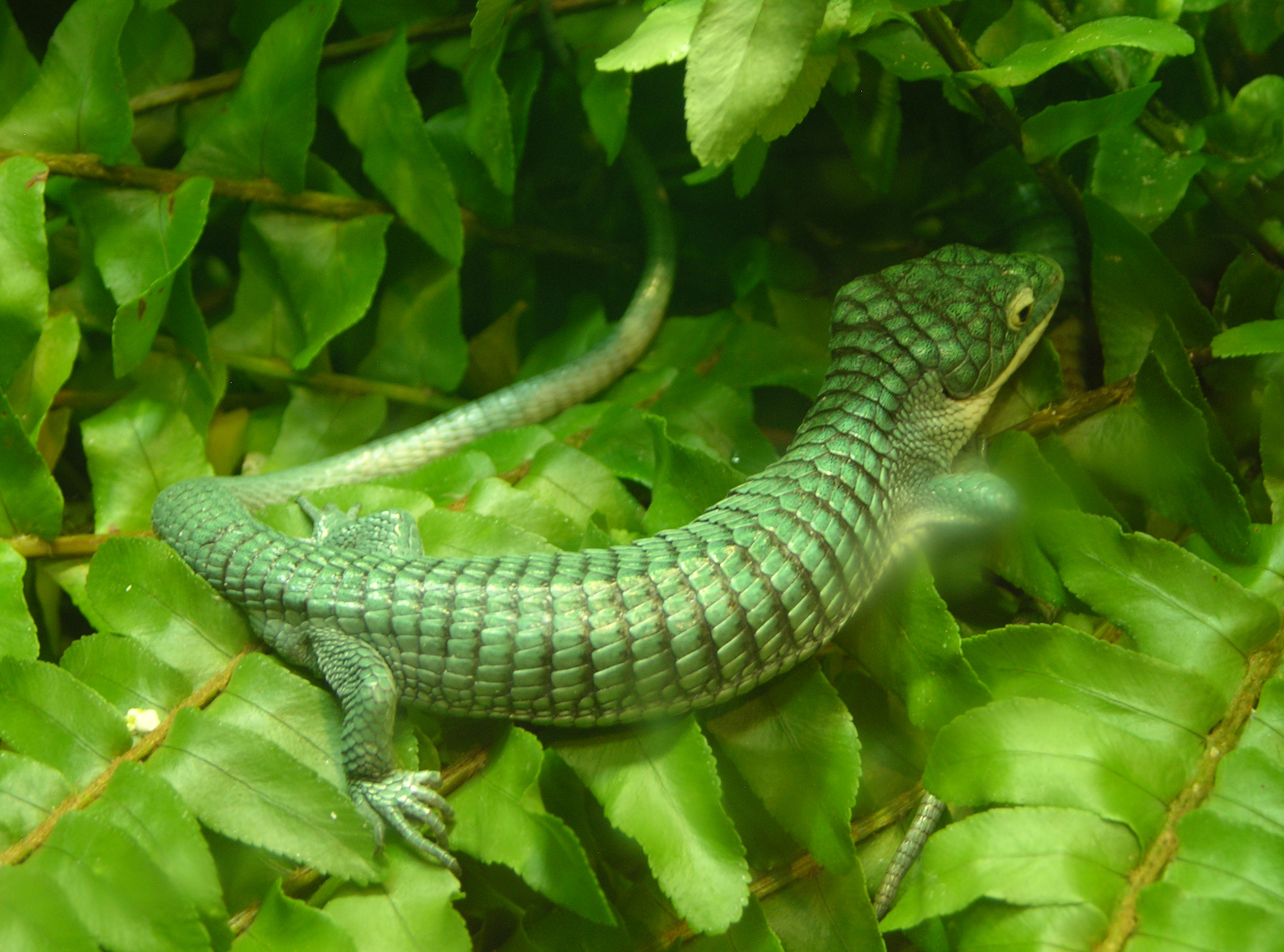
Dragoncito de la Sierra Madre Oriental sur (A. graminea).
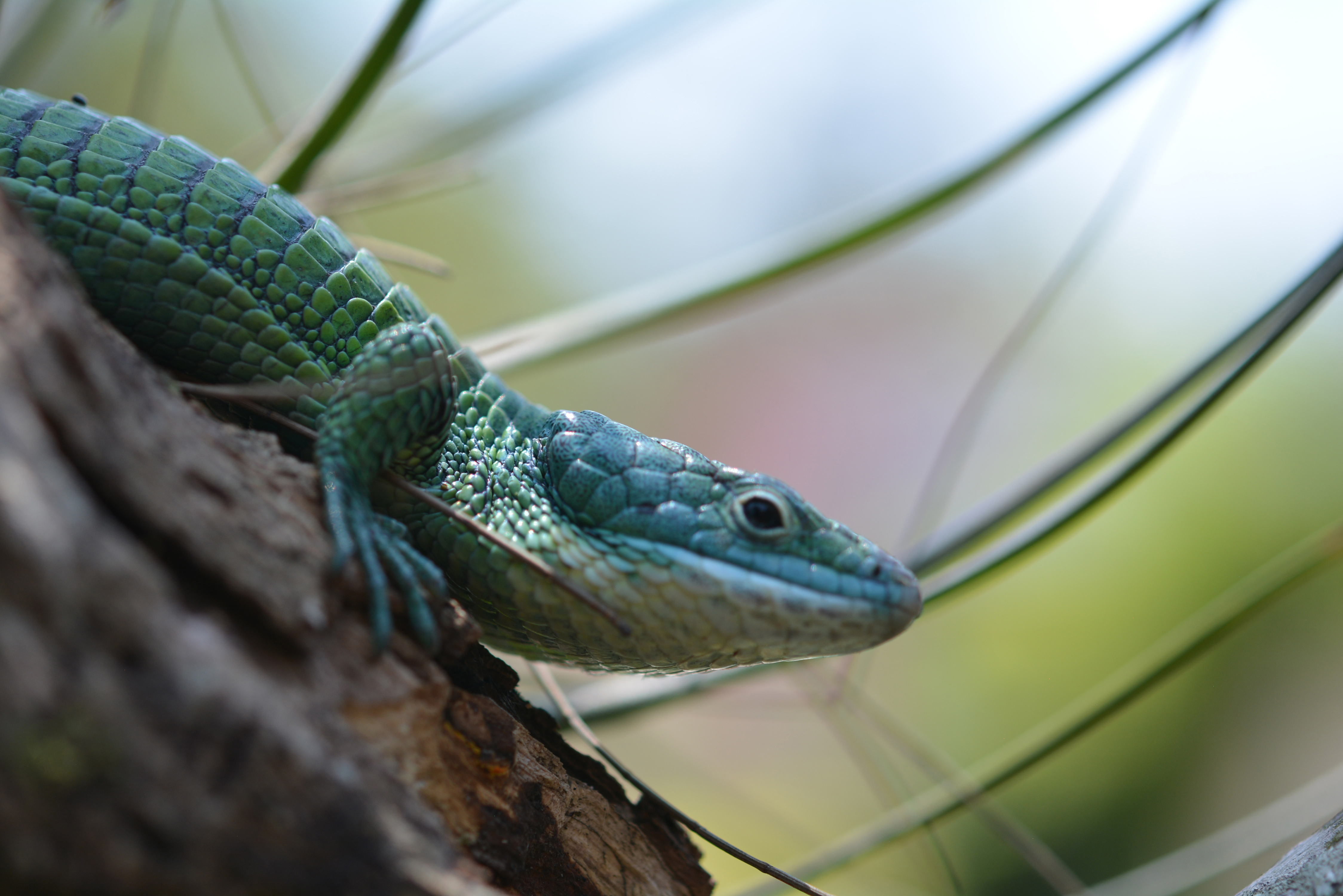
tonalidad azulada
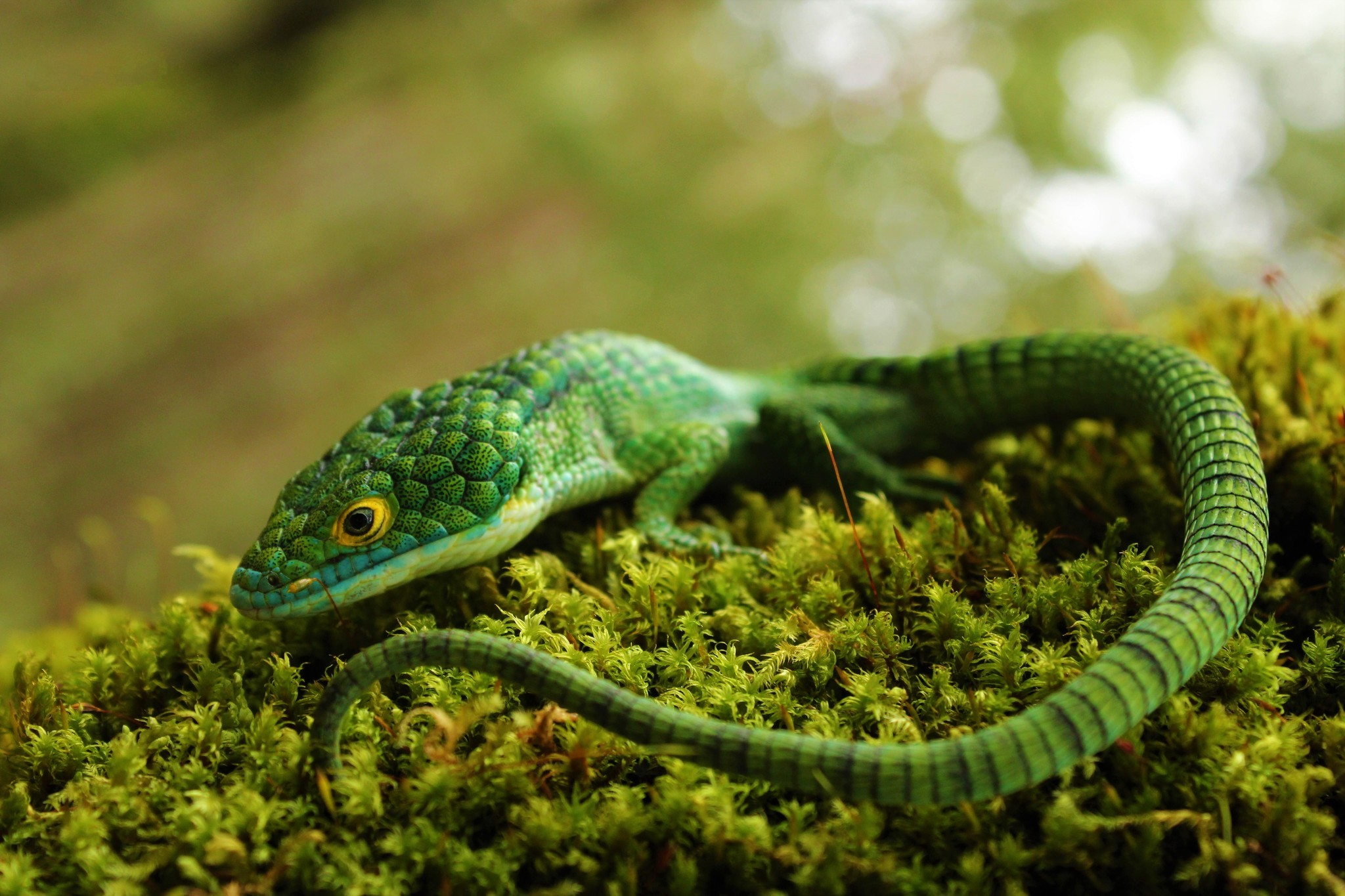
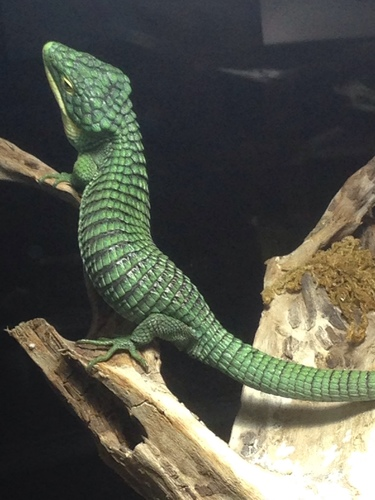
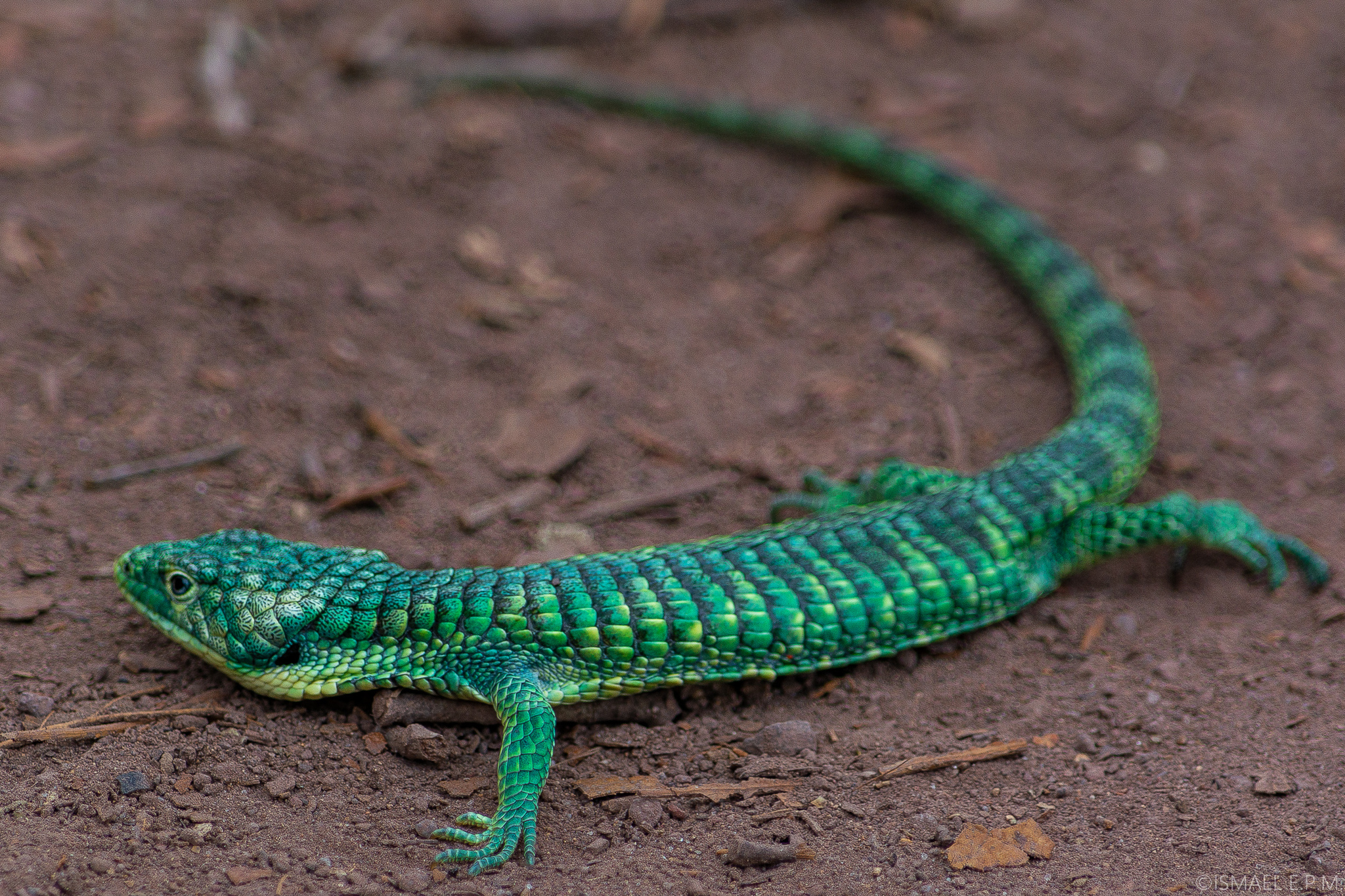
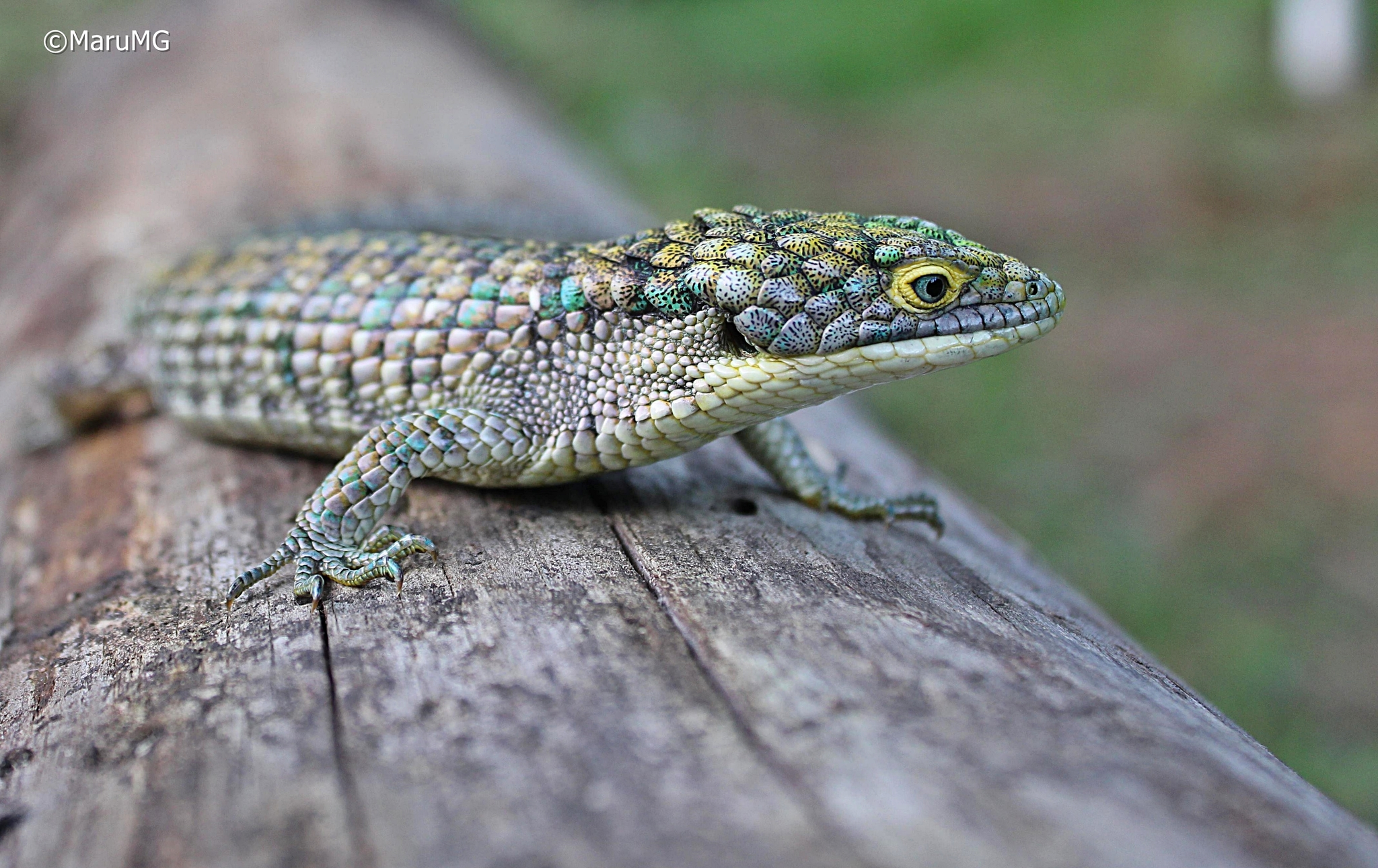
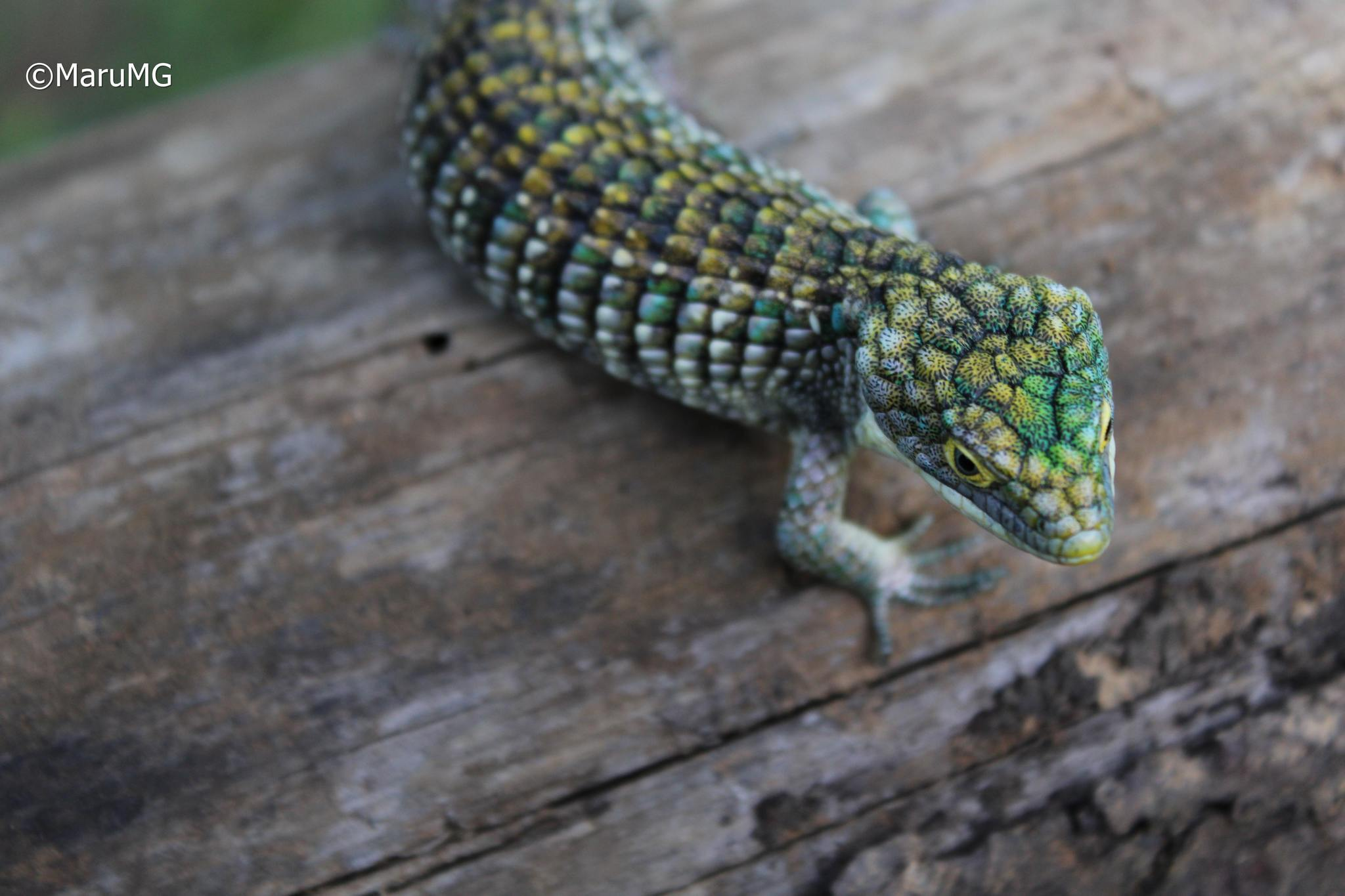
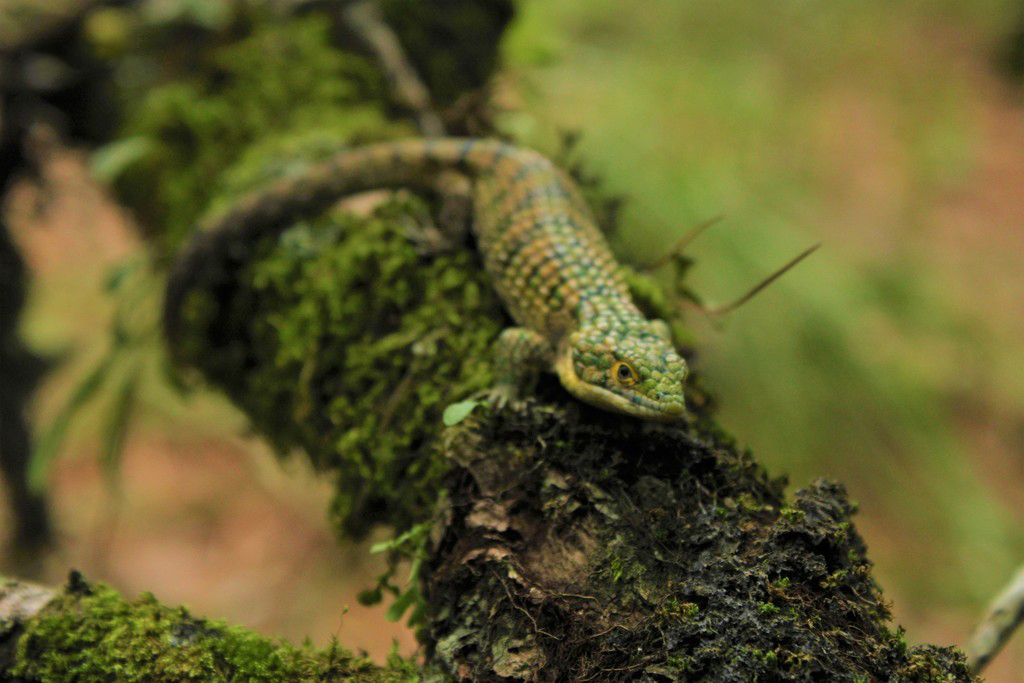
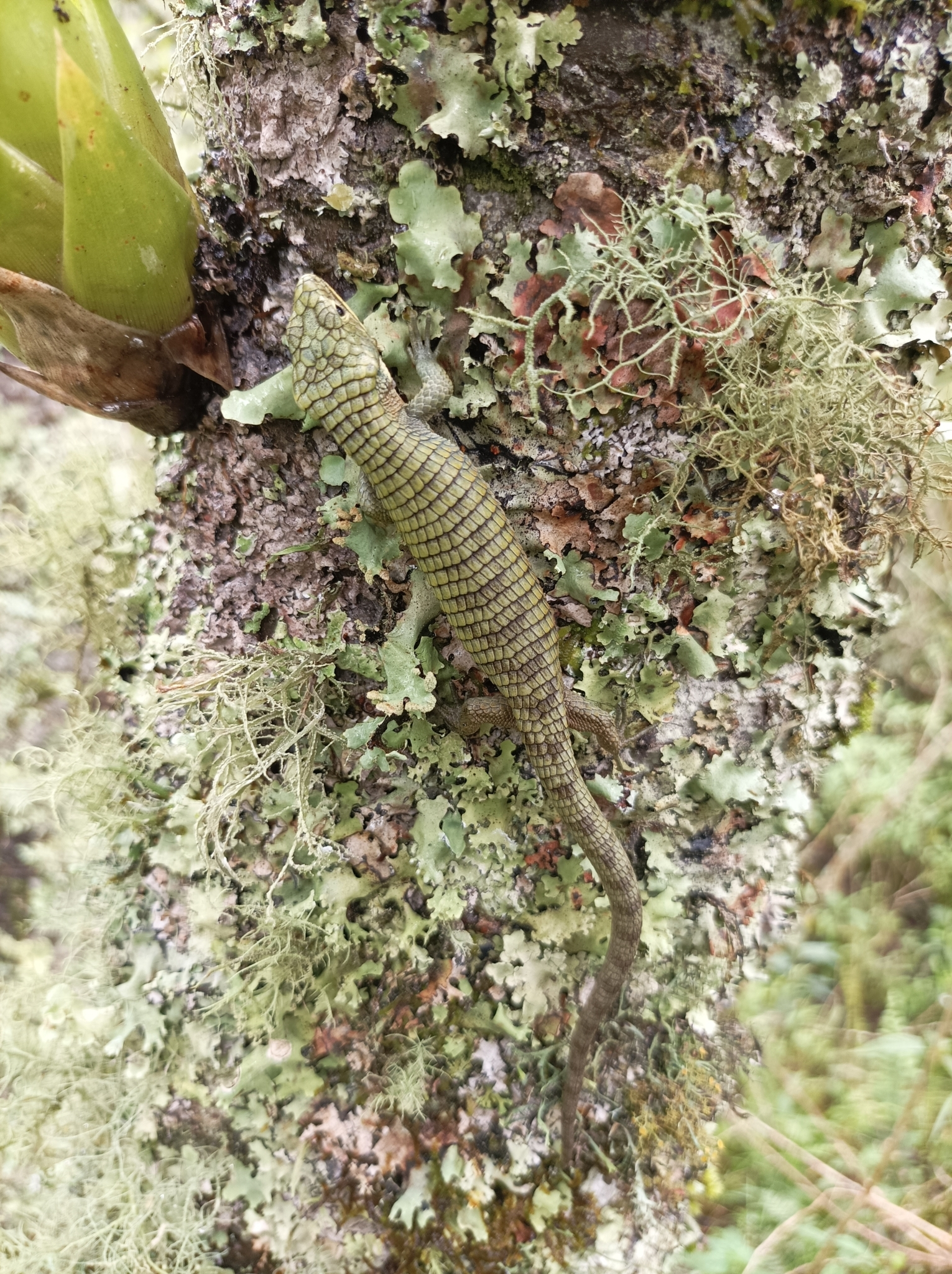
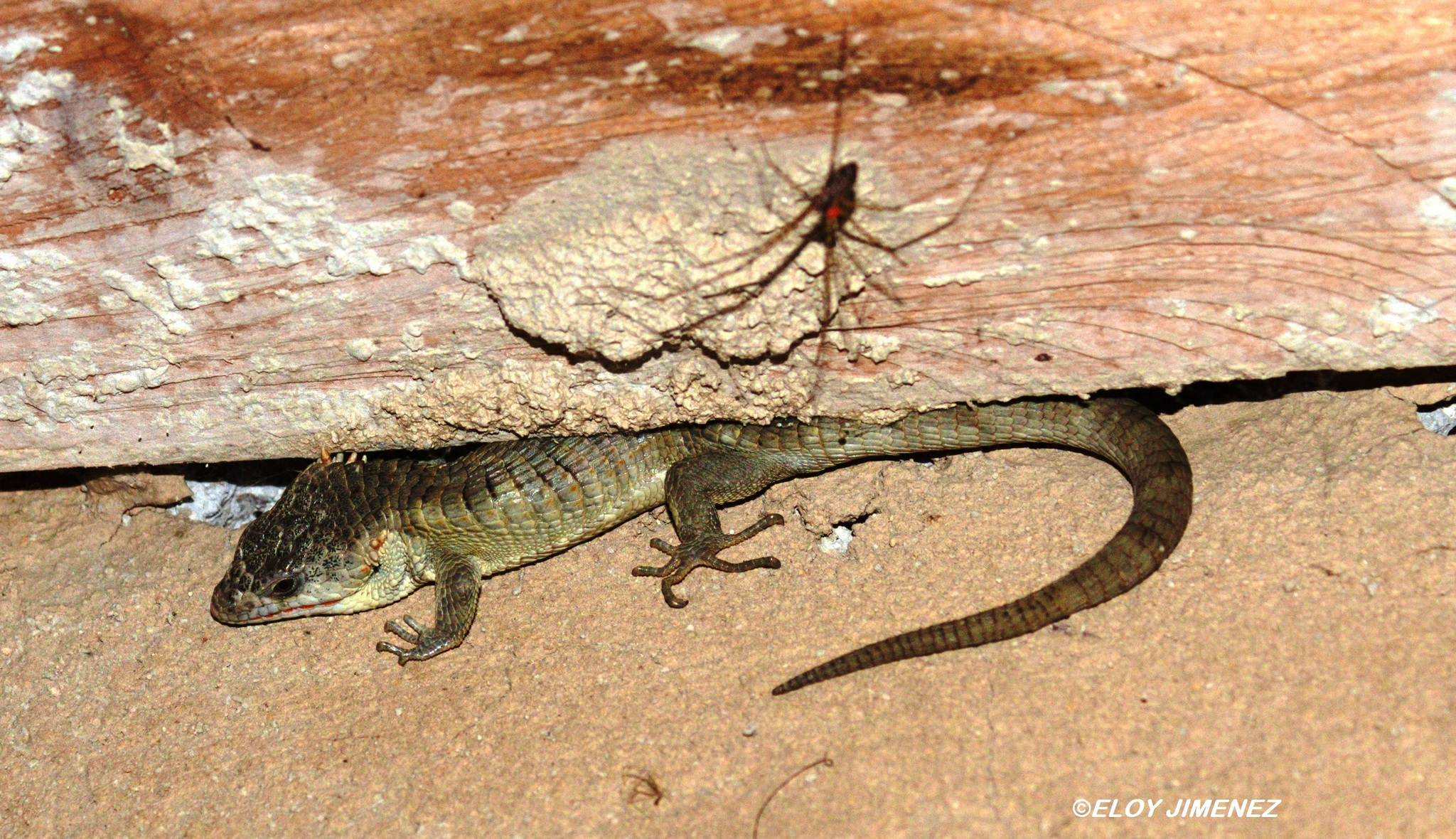
Dragoncito de labios rojos (A. lythrochila).
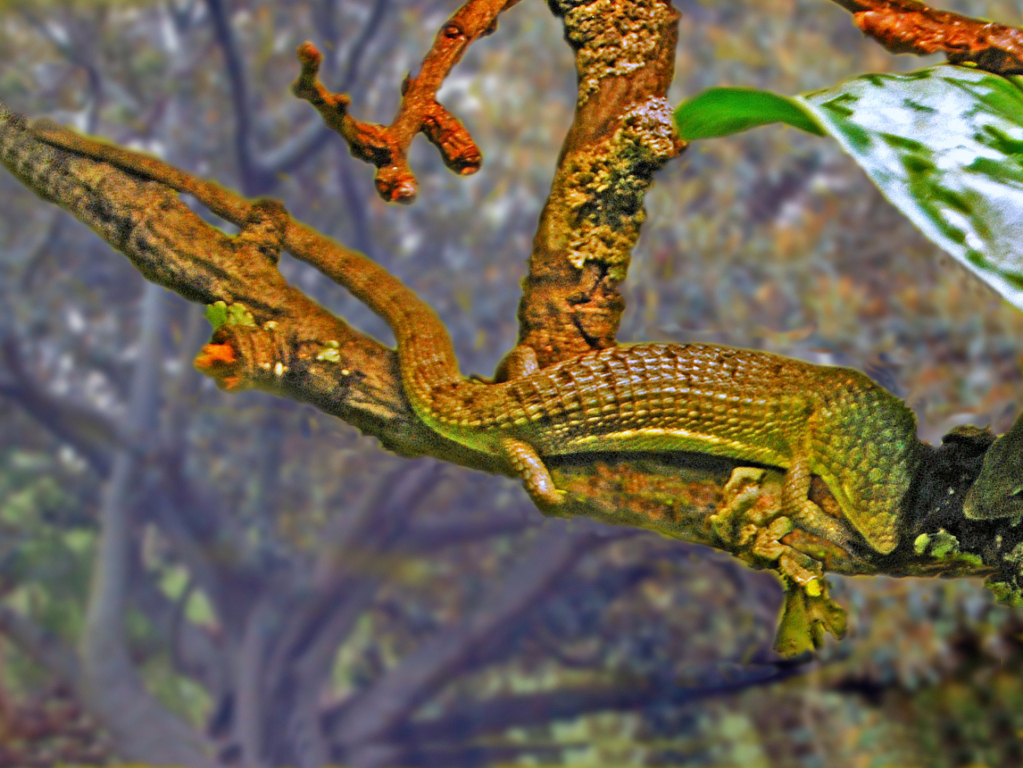
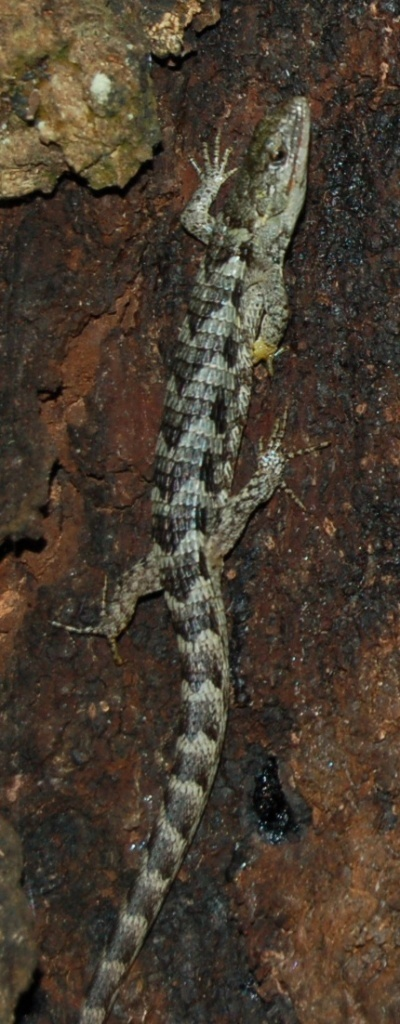
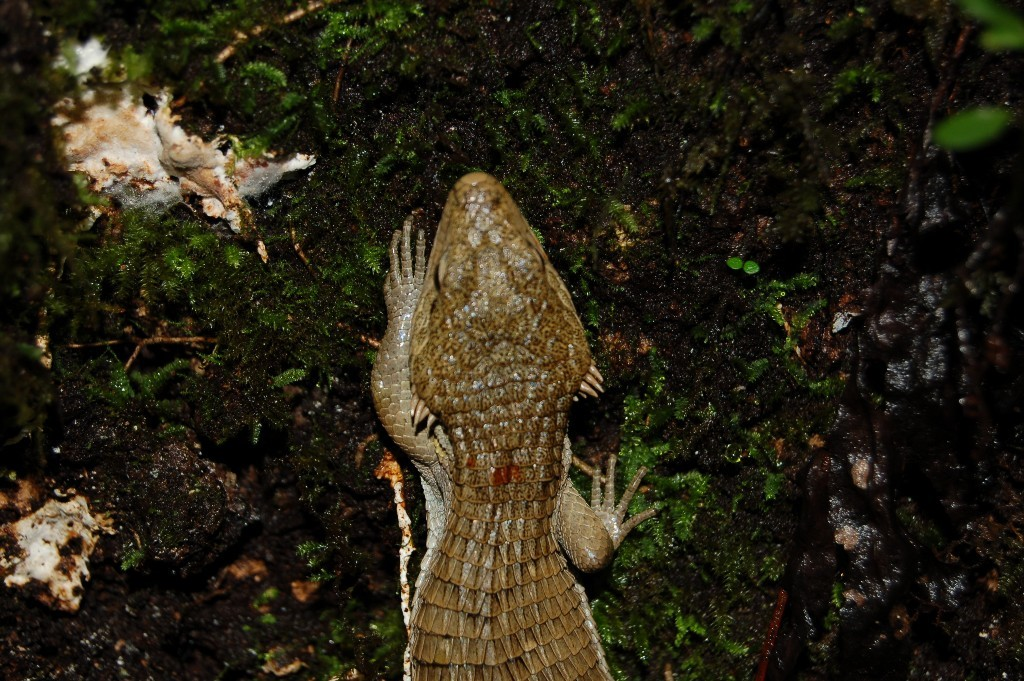
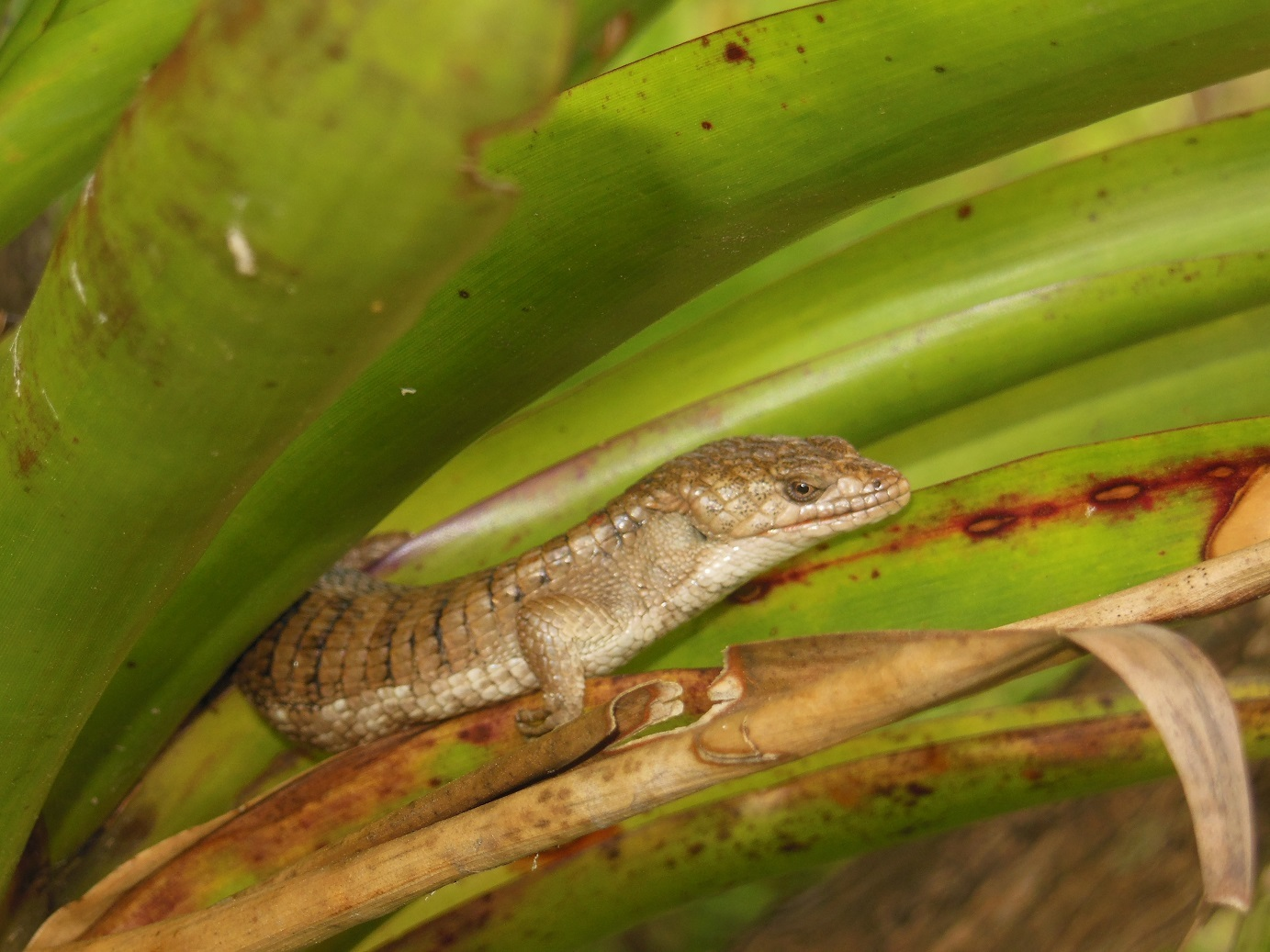
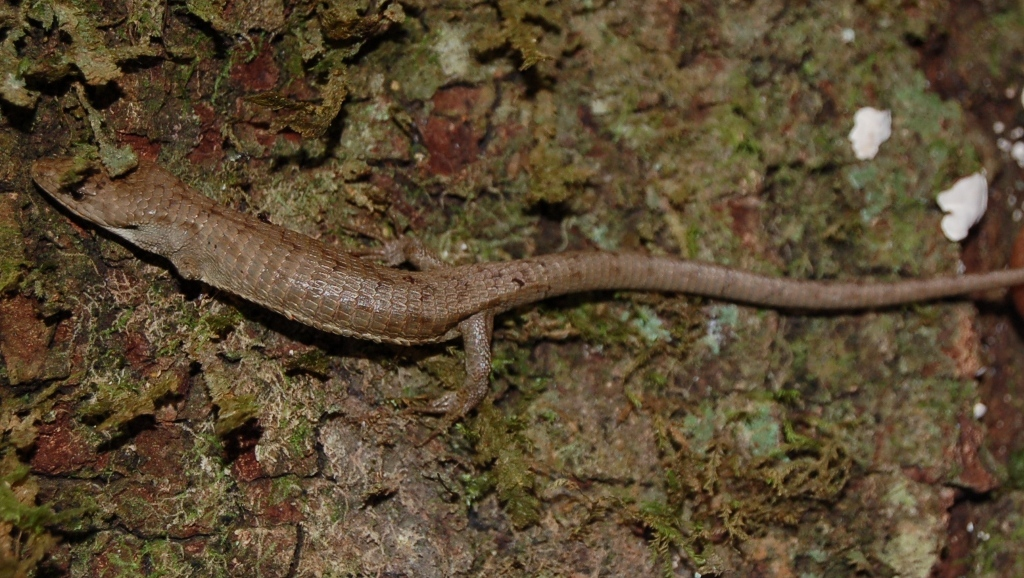
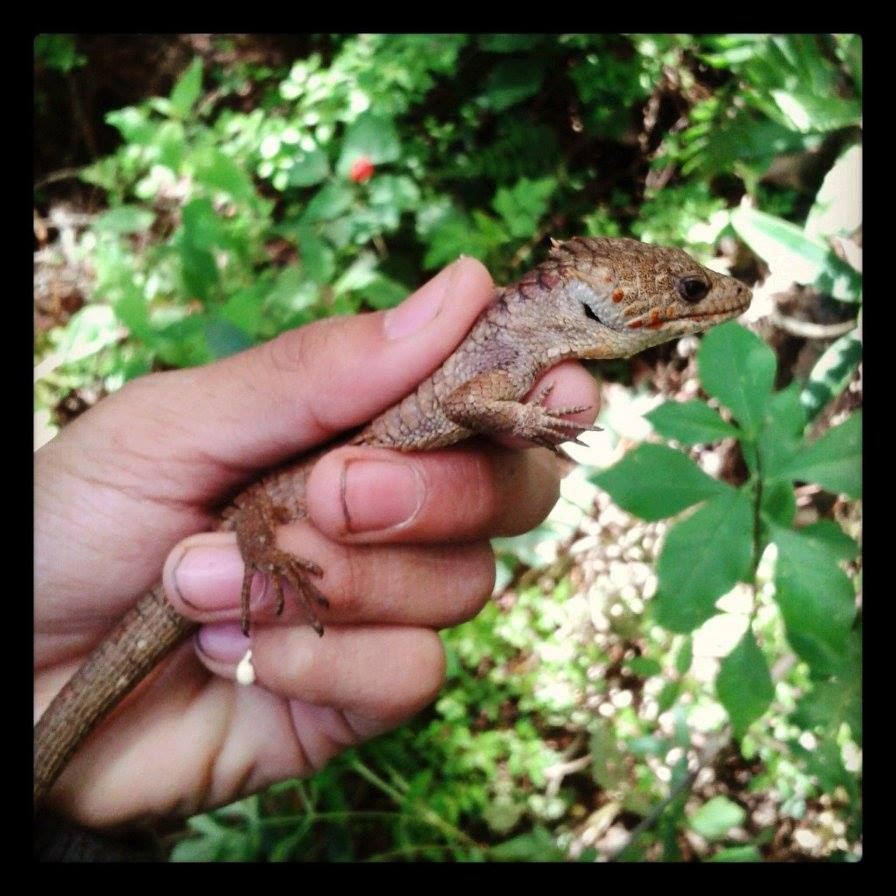
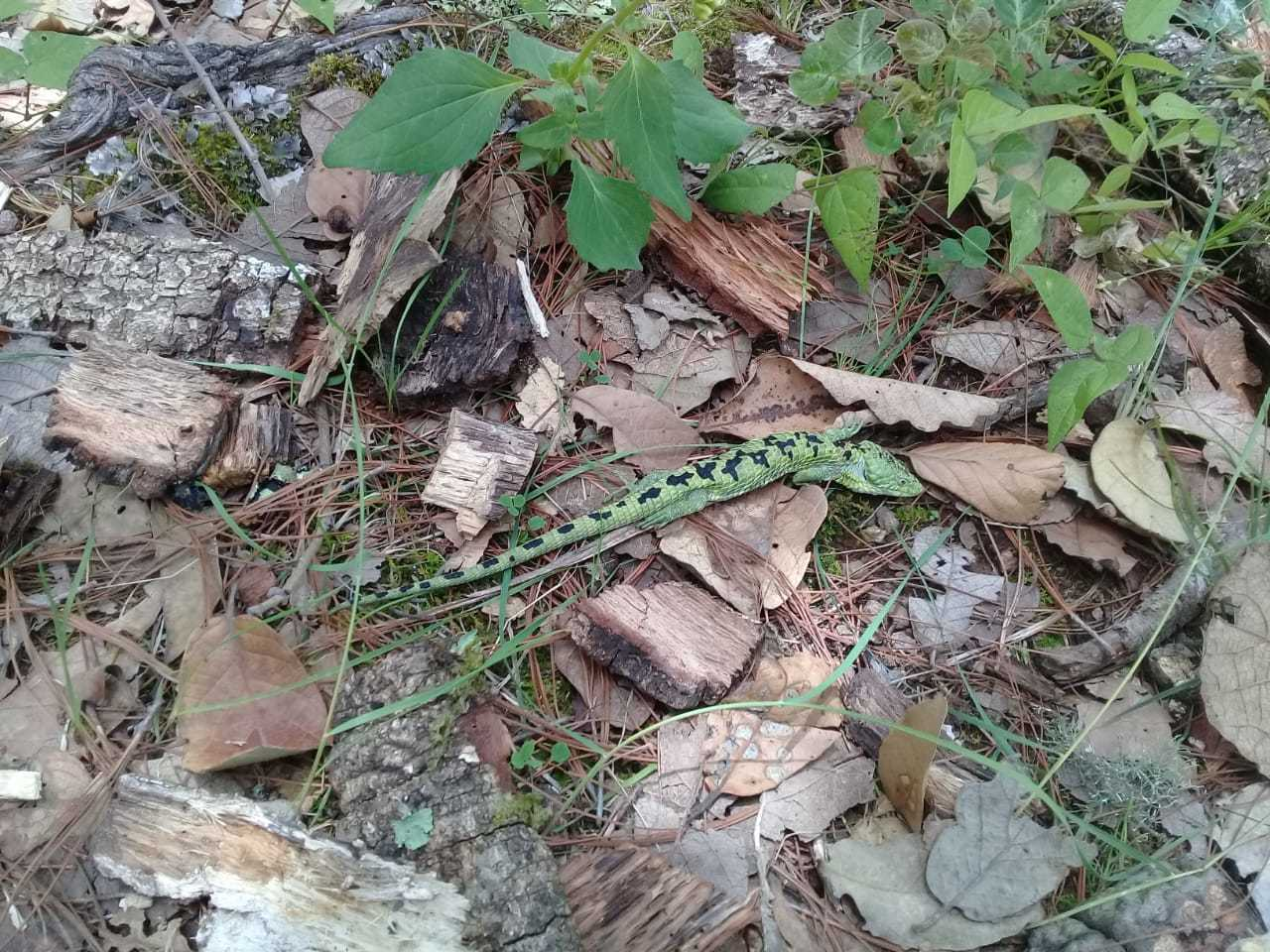
Dragoncito de la Sierra Mixteca (A. mixteca).
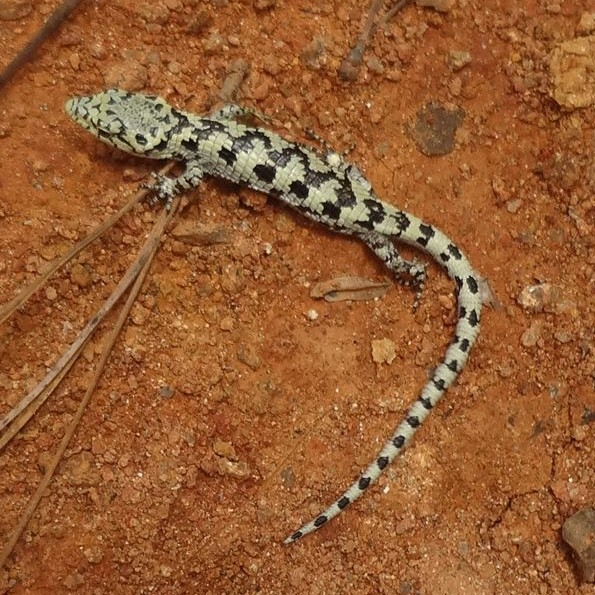
Juvenil.
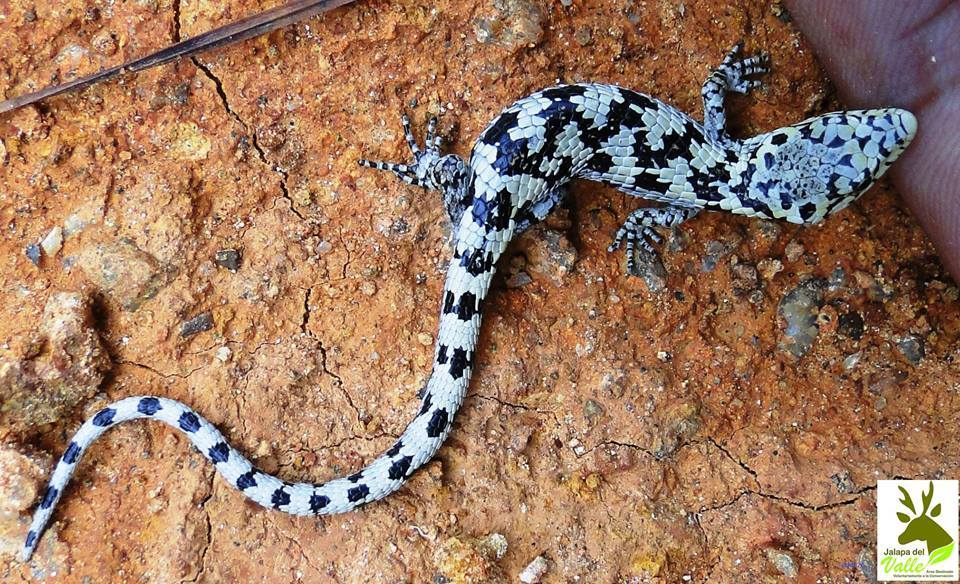
Juvenil.
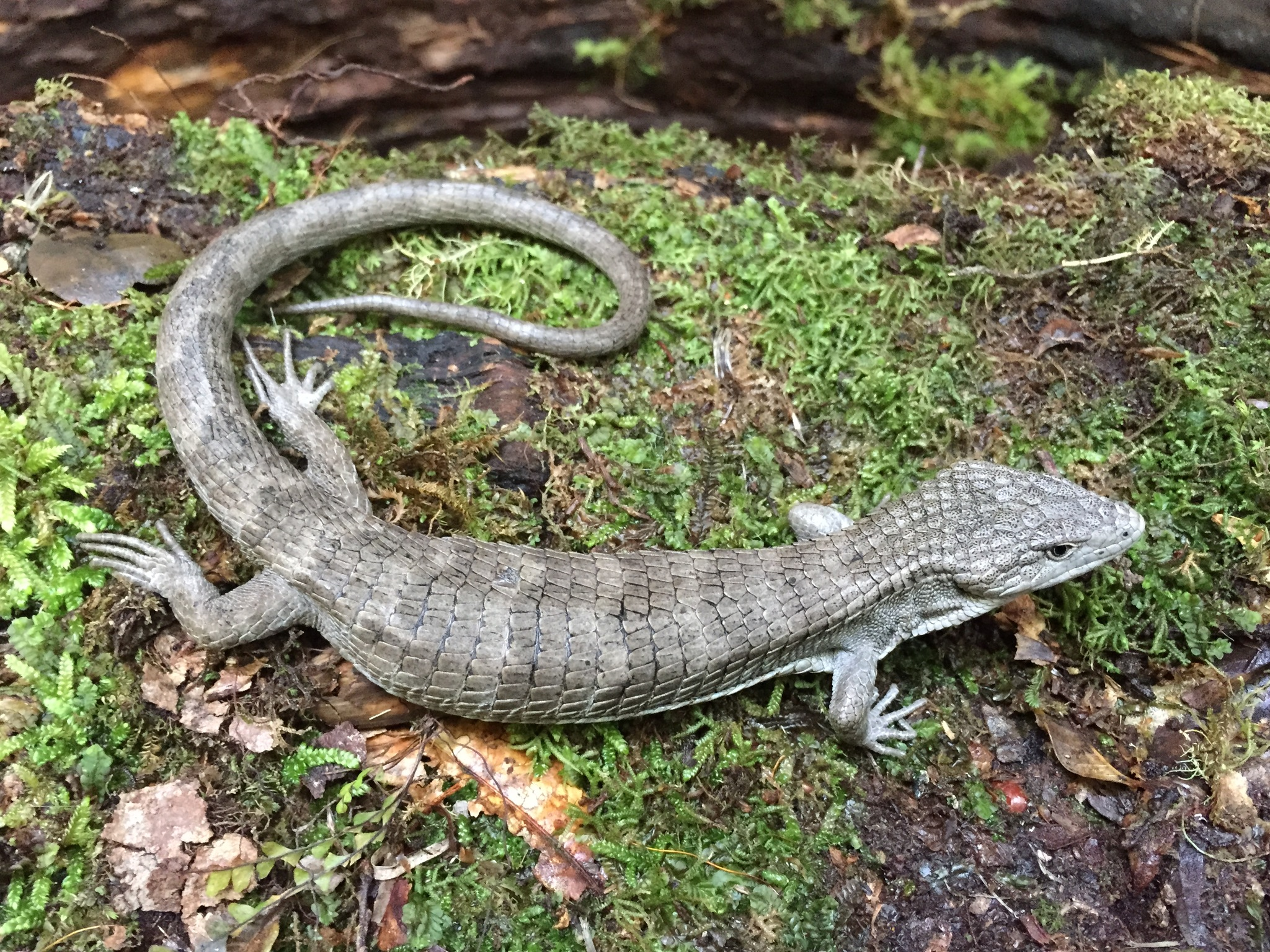
Dragoncito de Montecristo Metapán (A. montecristoi).
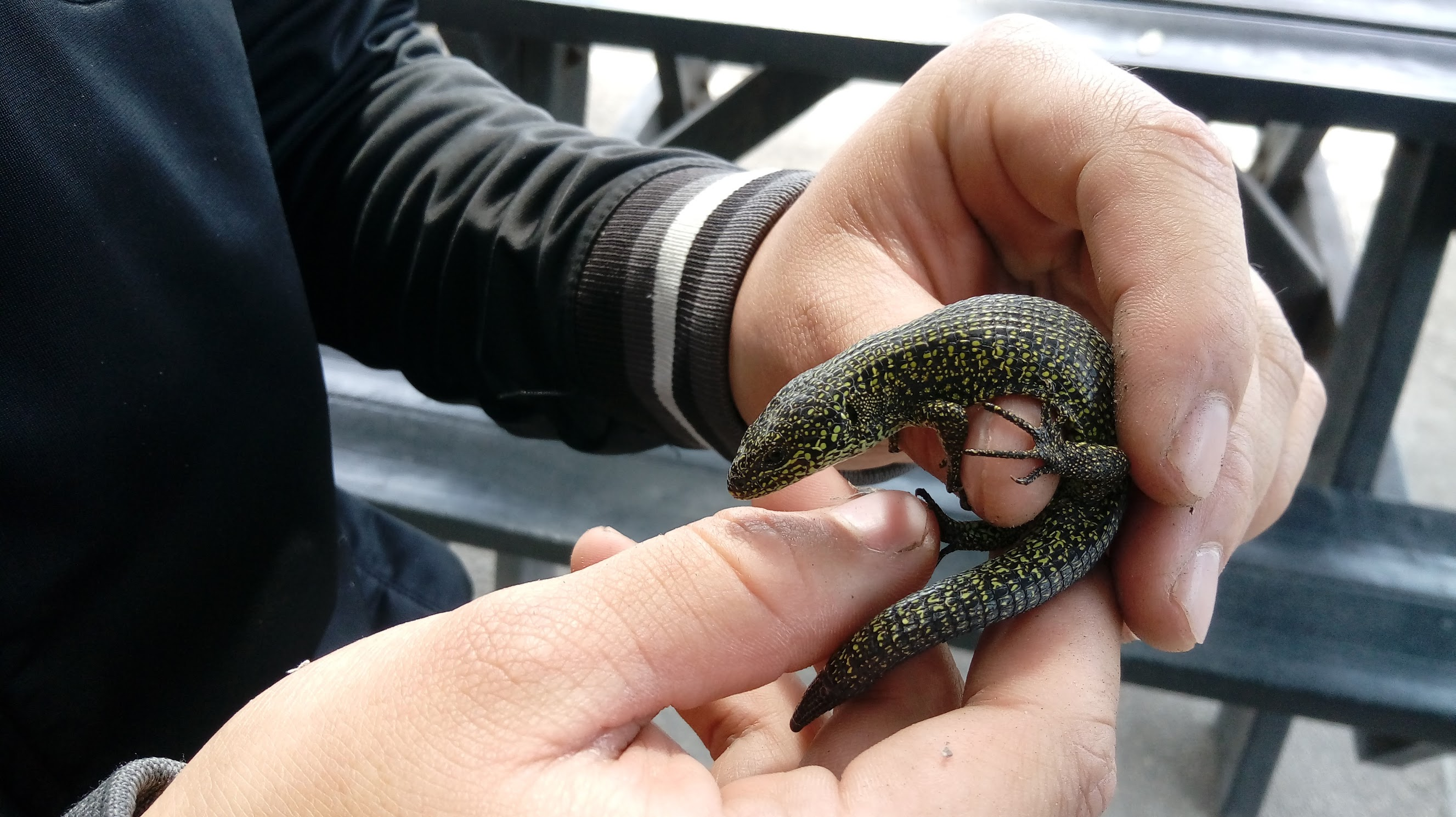
Dragoncito costarricense (A. monticola).
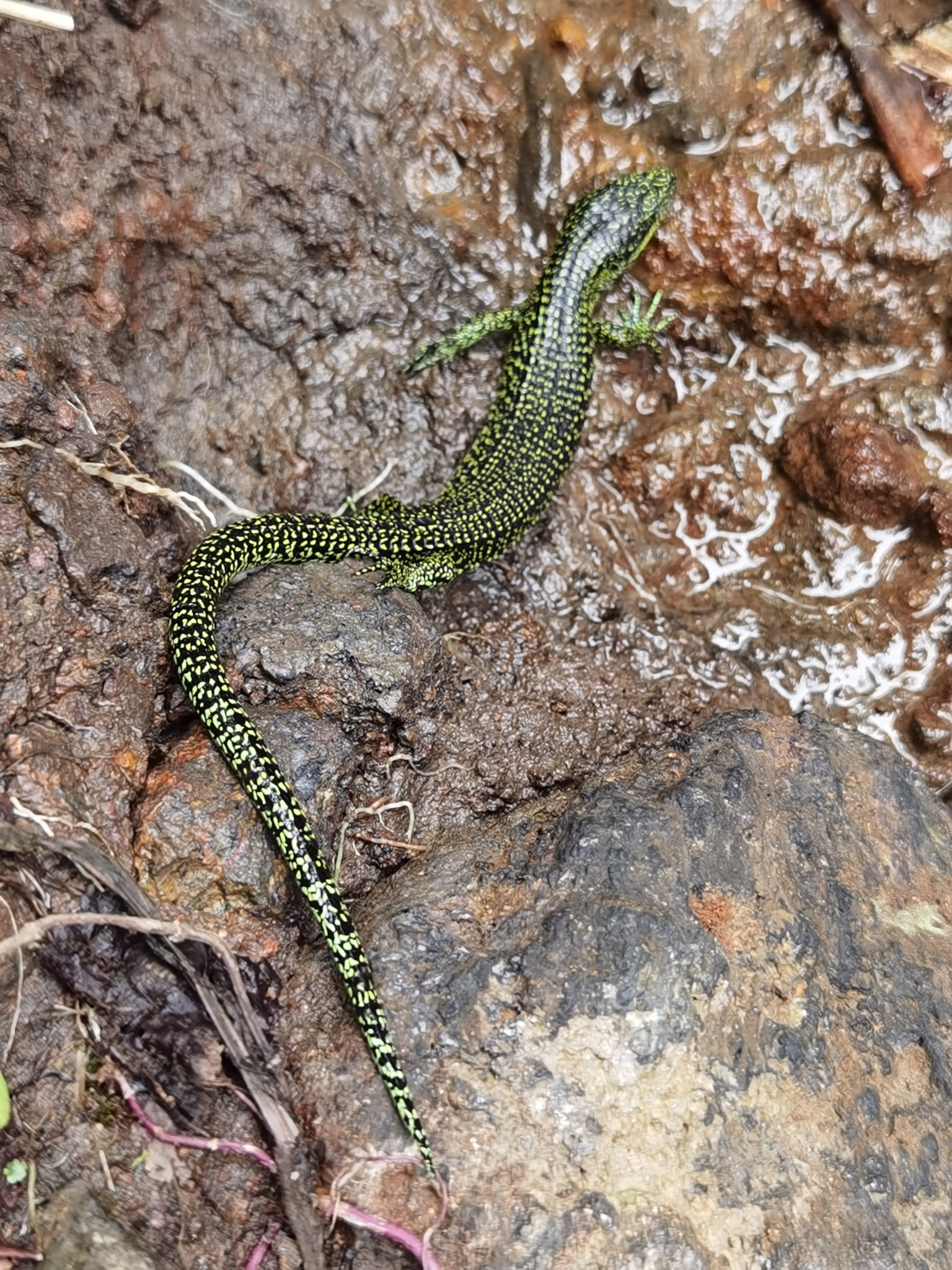
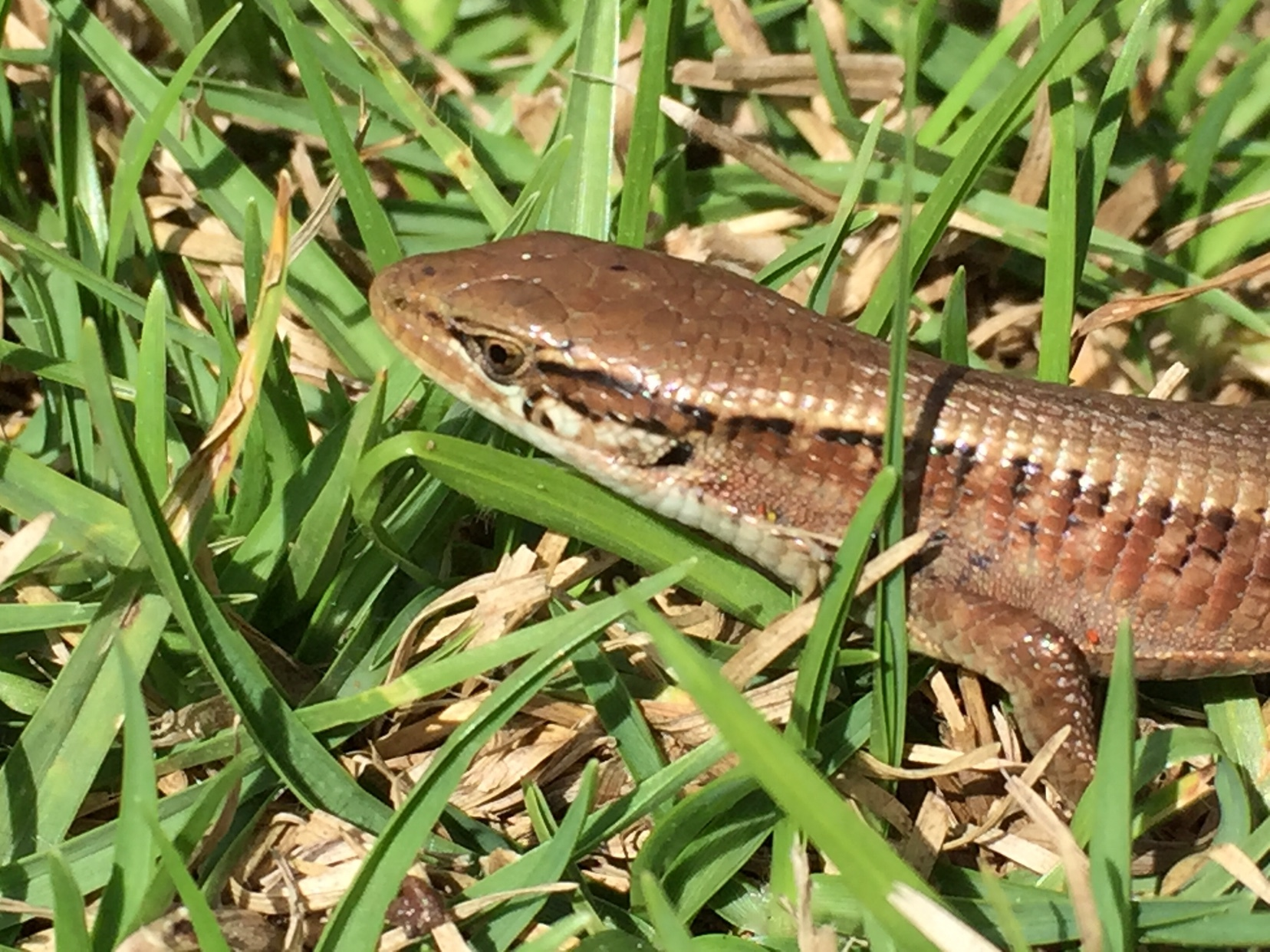
Dragoncito de morelet (A. moreletii).
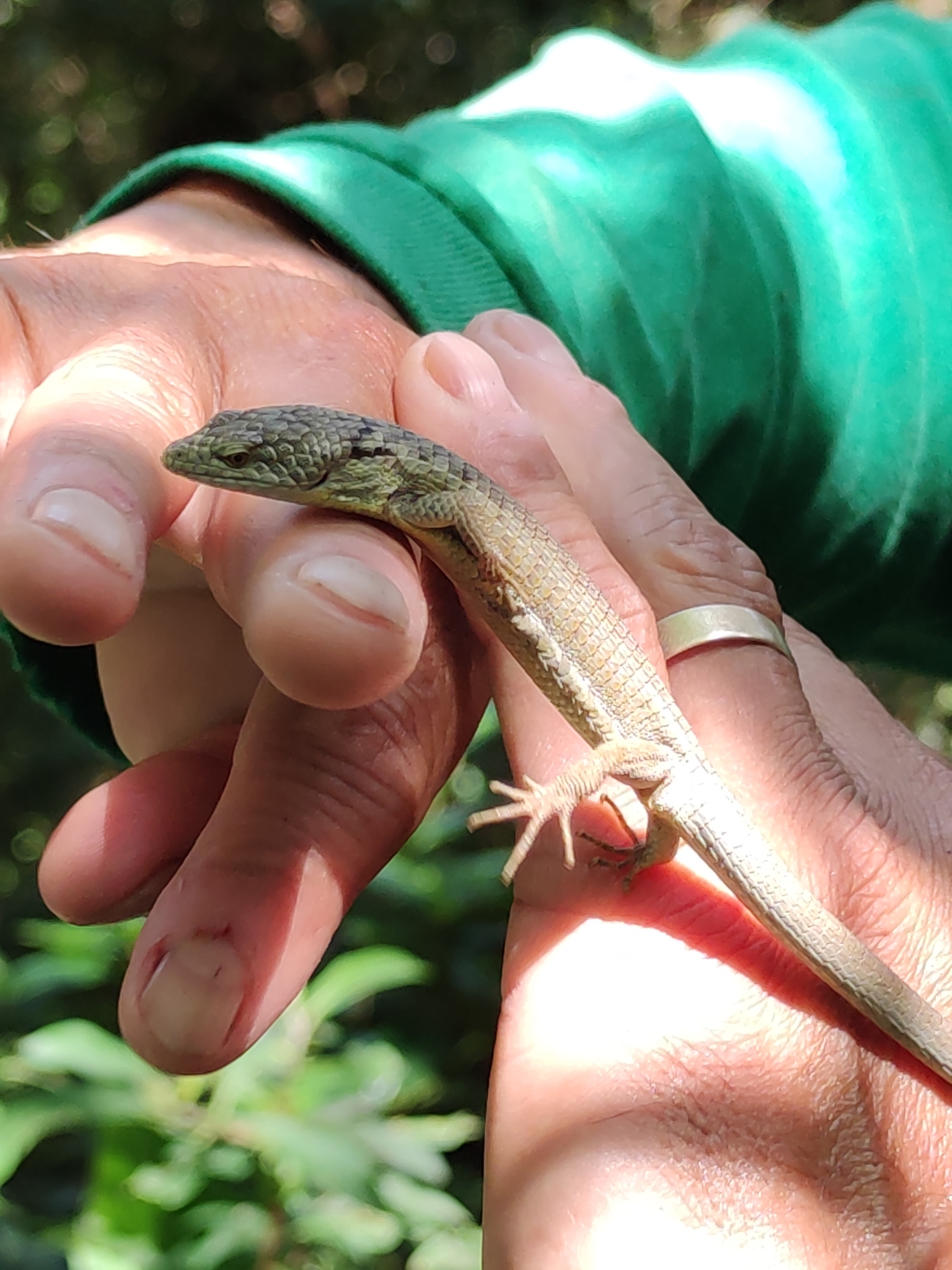
Dragoncito de la Sierra Morena (A. morenica).
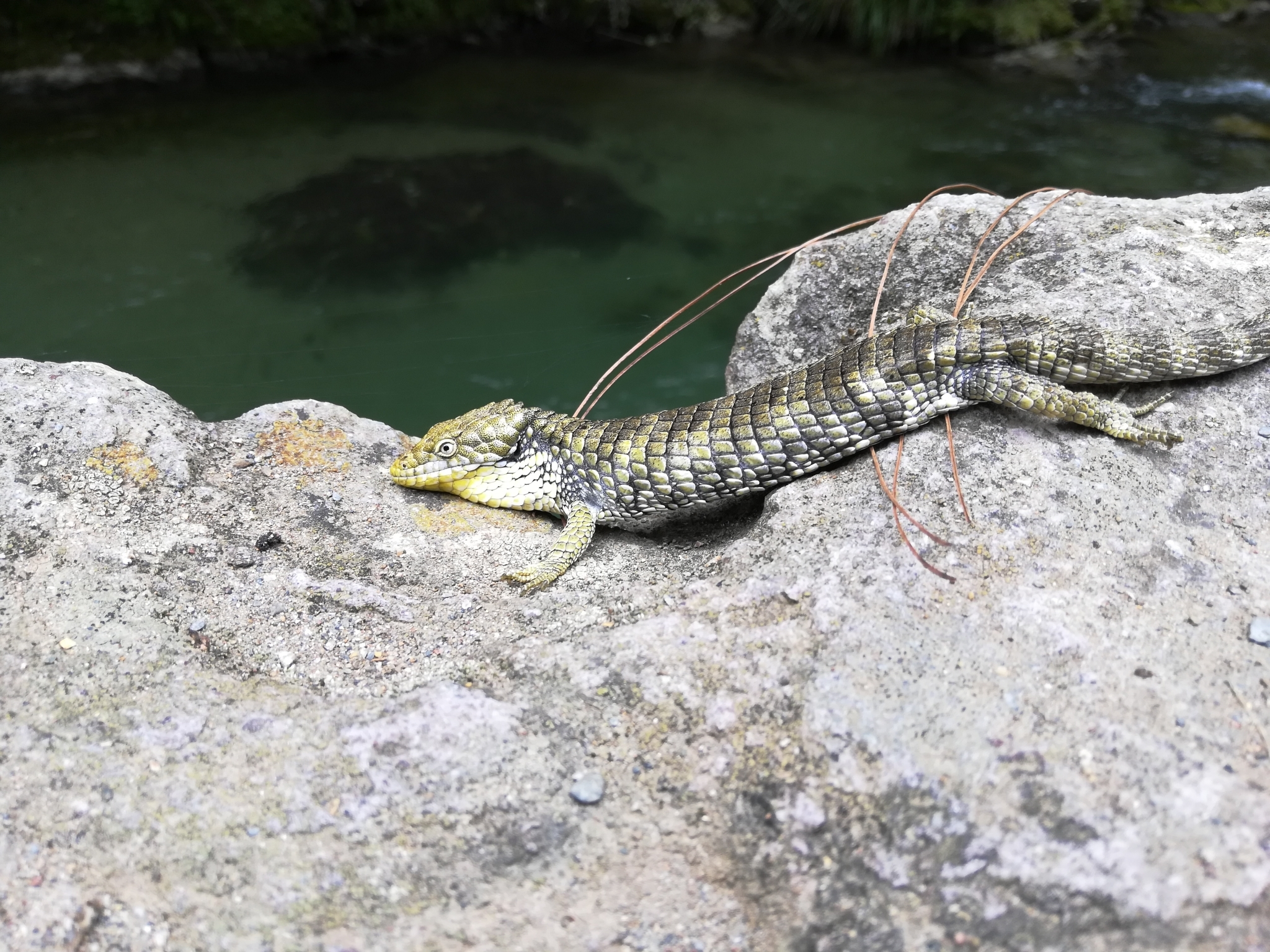
Dragoncito oaxaqueño (A. oaxacae).
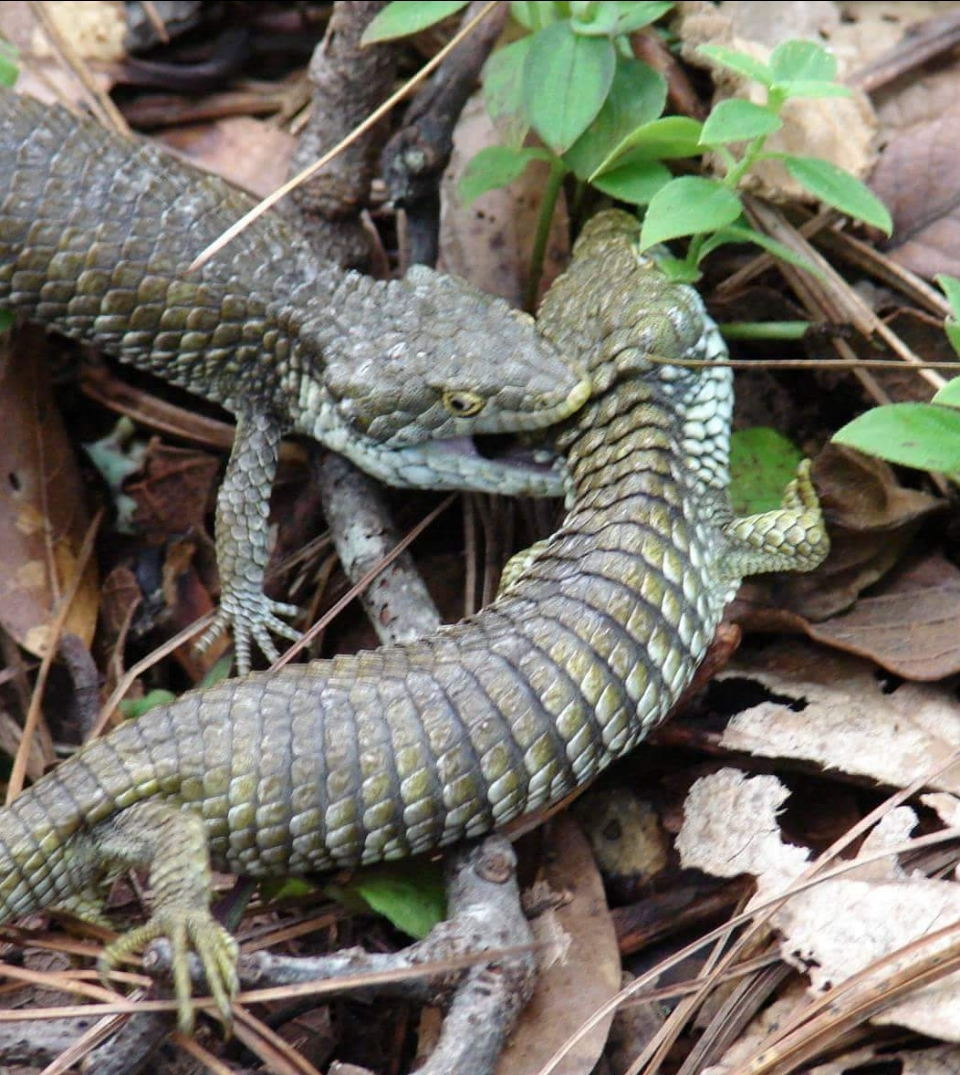
En medio de la copulación.
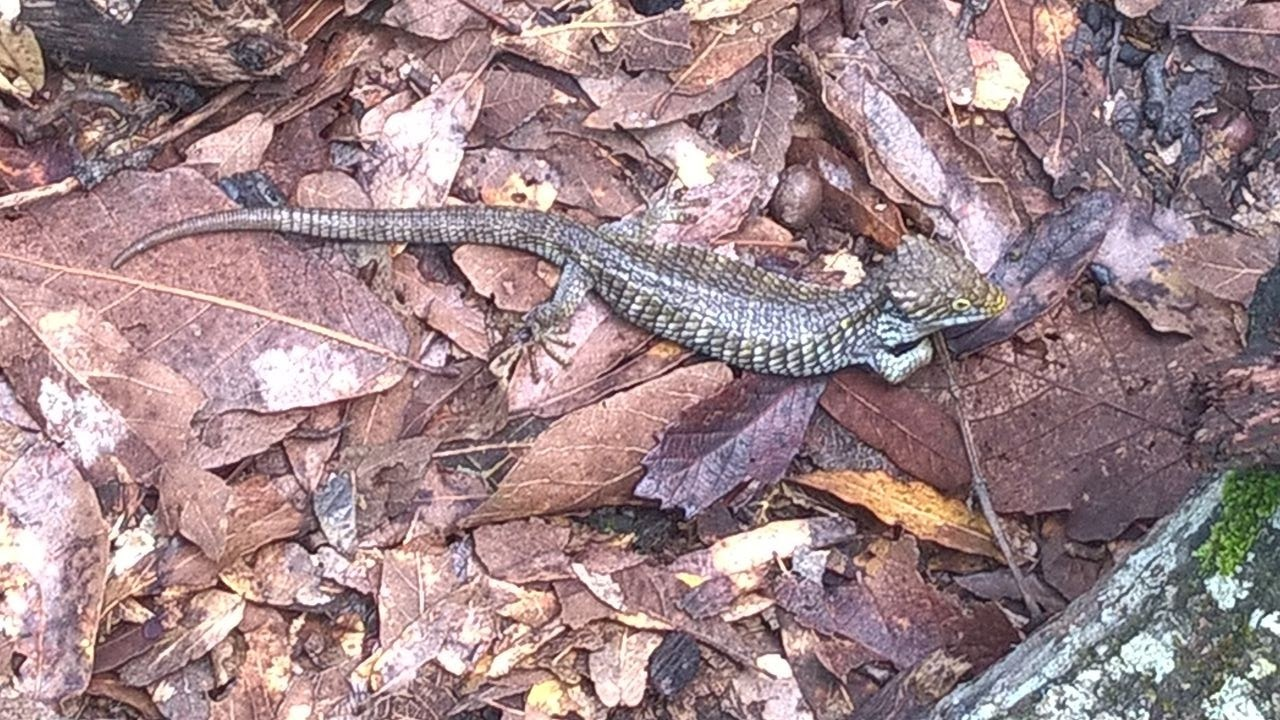
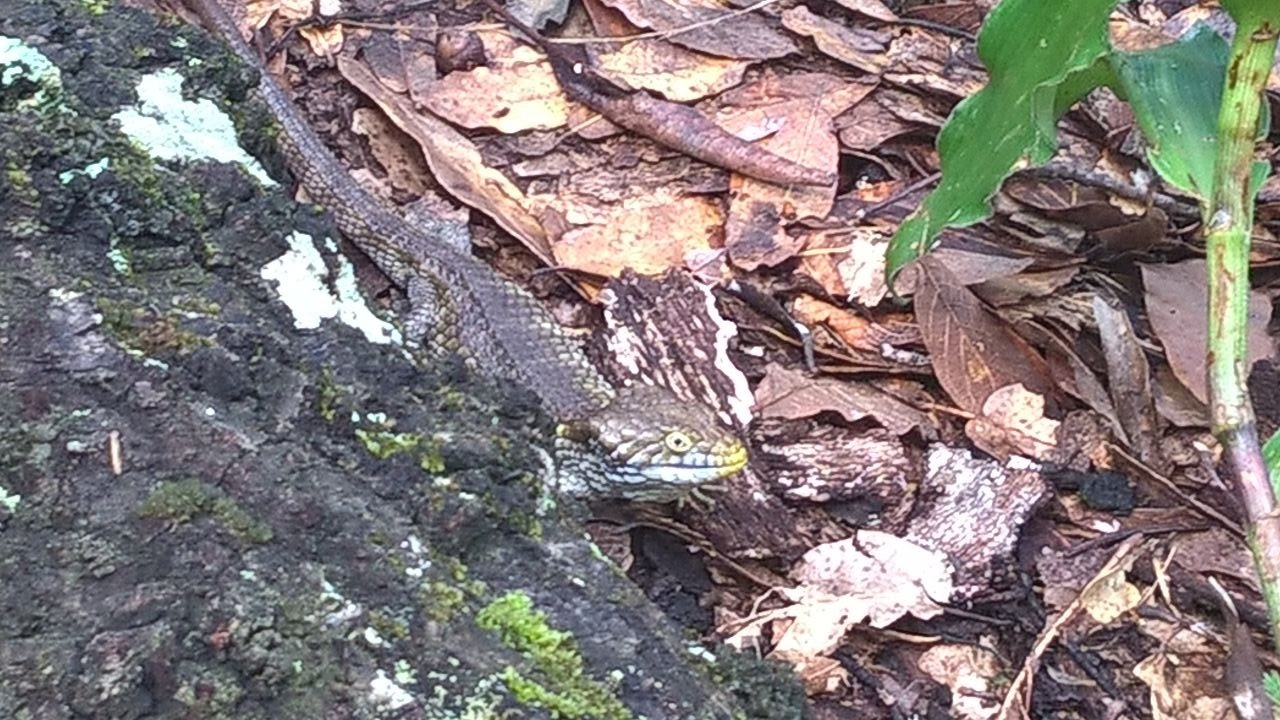
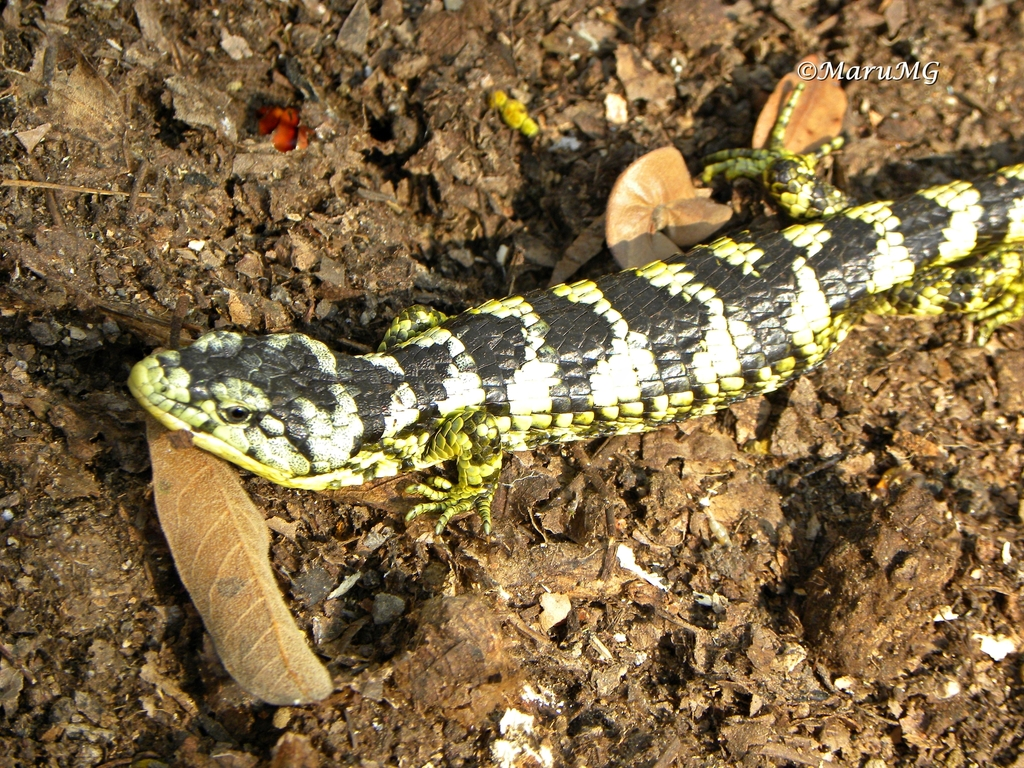
Dragoncito de la Sierra Madre Oriental norte (A. taeniata).
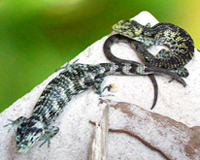
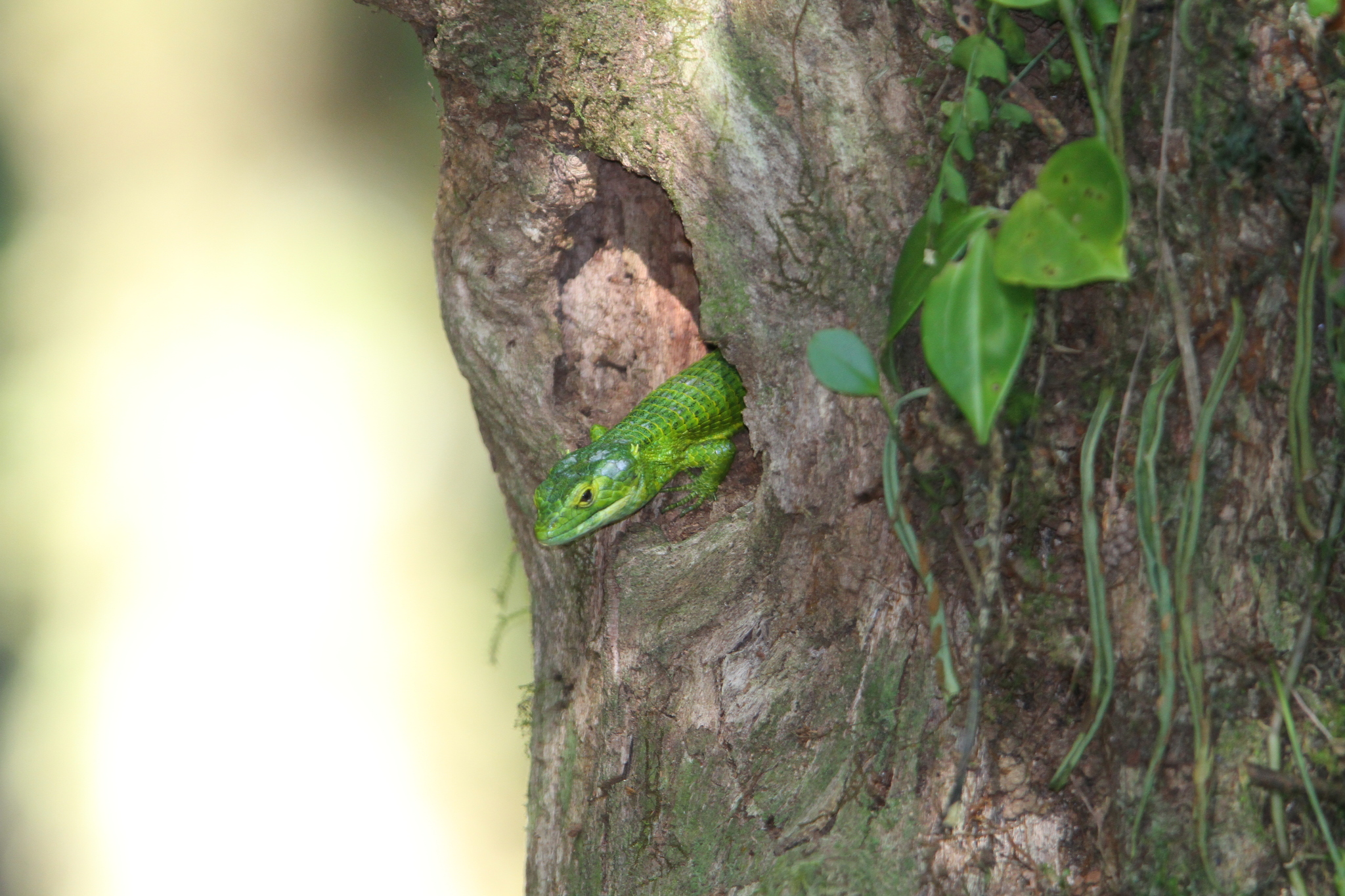
Dragoncito de la Sierra Madre de Chiapas (A. smithi).
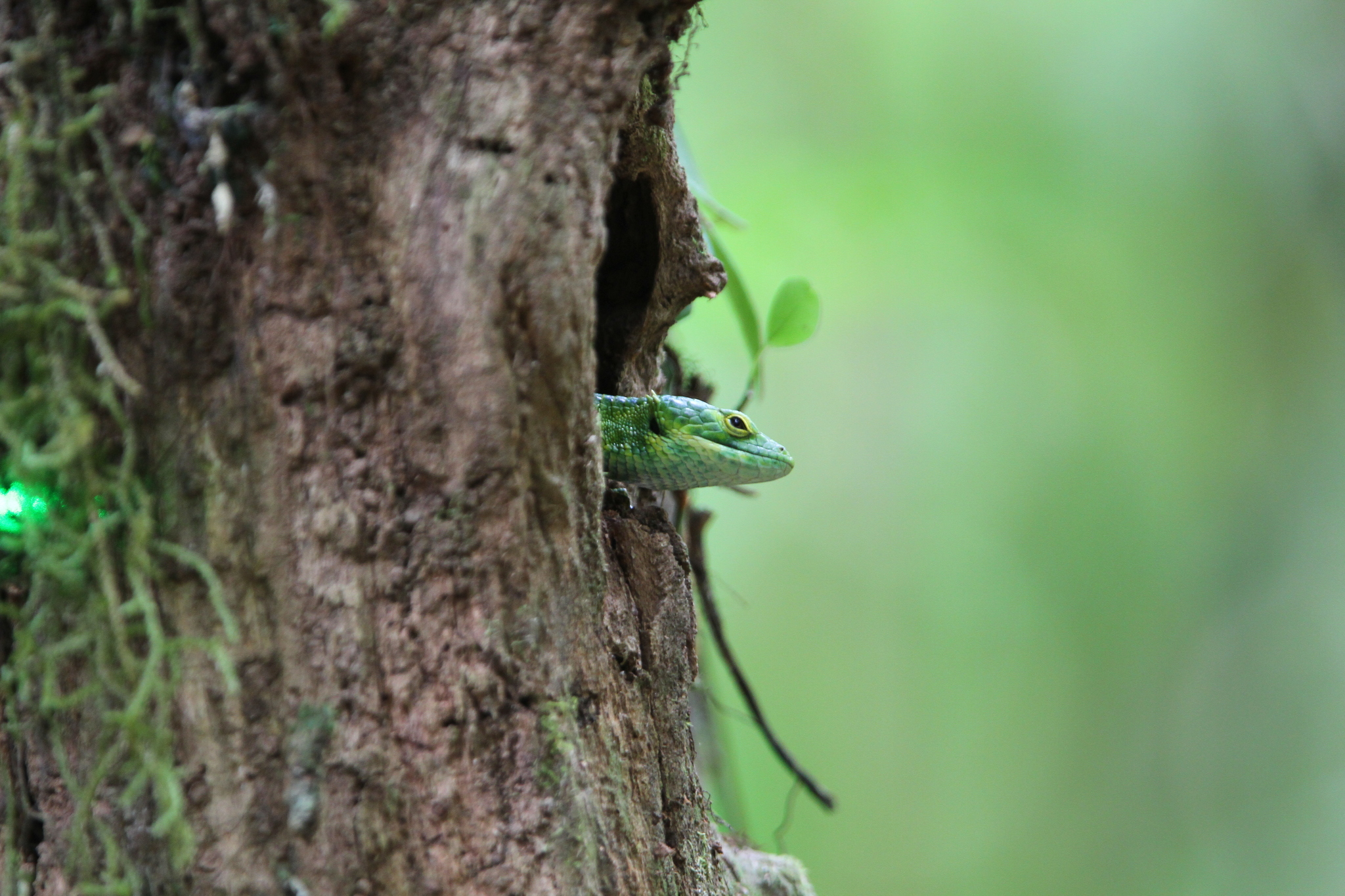